# Club sportif constantinois
Pour les articles homonymes, voir CSC.
Maillots
Actualités
Le Club sportif constantinois (en arabe : النّادي الرّياضي القسنطيني) couramment abrégé en CS Constantine ou encore CSC, est un club omnisports algérien, dont la section la plus célèbre pratique le football, basé à Constantine. Il évolue en Ligue 1 depuis la saison 2011-2012.
Le club possède à son palmarès deux titres du championnat algérien, et six titres du Ligue 2 (record), il est considéré parmi les 10 meilleurs clubs de football algériens de tous les temps.
Le club joue dans le Stade Chahid-Hamlaoui, situé à Constantine, et s'entraîne au stade annexe du complexe.
L'ENTP est l’actionnaire majoritaire du capital social de la société sportive par actions SSPA/CSC depuis 2016.

## Histoire

### Sujet de la date de fondation
|  |  | Ikbal Février 1912 – Avril 1912 | Ikbal Février 1912 – Avril 1912 | Ikbal Février 1912 – Avril 1912 | Ikbal Février 1912 – Avril 1912 | Ikbal Février 1912 – Avril 1912 | Ikbal Février 1912 – Avril 1912 |                                        |                              |                              |                              |                              |                              | Émancipation vers 1912 – Avril 1912 | Émancipation vers 1912 – Avril 1912 | Émancipation vers 1912 – Avril 1912 | Émancipation vers 1912 – Avril 1912 | Émancipation vers 1912 – Avril 1912 | Émancipation vers 1912 – Avril 1912 |                                              |                                              |                                              |                                              |                                              |                                              |  |  |  |  |  |  |
|  |  | Ikbal Février 1912 – Avril 1912 | Ikbal Février 1912 – Avril 1912 | Ikbal Février 1912 – Avril 1912 | Ikbal Février 1912 – Avril 1912 | Ikbal Février 1912 – Avril 1912 | Ikbal Février 1912 – Avril 1912 |                                        |                              |                              |                              |                              |                              | Émancipation vers 1912 – Avril 1912 | Émancipation vers 1912 – Avril 1912 | Émancipation vers 1912 – Avril 1912 | Émancipation vers 1912 – Avril 1912 | Émancipation vers 1912 – Avril 1912 | Émancipation vers 1912 – Avril 1912 |                                              |                                              |                                              |                                              |                                              |                                              |  |  |  |  |  |  |
|  |  |                                 |                                 |                                 |                                 |                                 |                                 | Ikbal Emancipation 1912–1914           | Ikbal Emancipation 1912–1914 | Ikbal Emancipation 1912–1914 | Ikbal Emancipation 1912–1914 | Ikbal Emancipation 1912–1914 | Ikbal Emancipation 1912–1914 |                                     |                                     |                                     |                                     |                                     |                                     | Étoile Club Musulman Constantinois 1916–1918 | Étoile Club Musulman Constantinois 1916–1918 | Étoile Club Musulman Constantinois 1916–1918 | Étoile Club Musulman Constantinois 1916–1918 | Étoile Club Musulman Constantinois 1916–1918 | Étoile Club Musulman Constantinois 1916–1918 |  |  |  |  |  |  |
|  |  |                                 |                                 |                                 |                                 |                                 |                                 | Ikbal Emancipation 1912–1914           | Ikbal Emancipation 1912–1914 | Ikbal Emancipation 1912–1914 | Ikbal Emancipation 1912–1914 | Ikbal Emancipation 1912–1914 | Ikbal Emancipation 1912–1914 |                                     |                                     |                                     |                                     |                                     |                                     | Étoile Club Musulman Constantinois 1916–1918 | Étoile Club Musulman Constantinois 1916–1918 | Étoile Club Musulman Constantinois 1916–1918 | Étoile Club Musulman Constantinois 1916–1918 | Étoile Club Musulman Constantinois 1916–1918 | Étoile Club Musulman Constantinois 1916–1918 |  |  |  |  |  |  |
|  |  |                                 |                                 |                                 |                                 |                                 |                                 |                                        |                              |                              |                              |                              |                              |                                     |                                     |                                     |                                     |                                     |                                     |                                              |                                              |                                              |                                              |                                              |                                              |  |  |  |  |  |  |
|  |  |                                 |                                 |                                 |                                 |                                 |                                 |                                        |                              |                              |                              |                              |                              |                                     |                                     |                                     |                                     |                                     |                                     |                                              |                                              |                                              |                                              |                                              |                                              |  |  |  |  |  |  |
|  |  |                                 |                                 |                                 |                                 |                                 |                                 |                                        |                              |                              |                              |                              |                              |                                     |                                     |                                     |                                     |                                     |                                     |                                              |                                              |                                              |                                              |                                              |                                              |  |  |  |  |  |  |
|  |  |                                 |                                 |                                 |                                 |                                 |                                 | Club sportif constantinois Depuis 1926 |                              |                              |                              |                              |                              |                                     |                                     |                                     |                                     |                                     |                                     |                                              |                                              |                                              |                                              |                                              |                                              |  |  |  |  |  |  |
|  |  |                                 |                                 |                                 |                                 |                                 |                                 |                                        |                              |                              |                              |                              |                              |                                     |                                     |                                     |                                     |                                     |                                     |                                              |                                              |                                              |                                              |                                              |                                              |  |  |  |  |  |  |

Précédemment, la date de fondation reconnue par la LFP est le 26 juin 1898. Aujourd'hui, la ligue de football professionnel ne cite aucune date de création du club et utilise le logo du CSC, qui porte la date de fondation du 1898. Le club insiste toujours sur la date du 26 juin 1898, qui en ferait du club parmi les doyens du football algérien et africain. Le principal argument avancé par le CSC est que ce dernier a existé sous différents sigles à travers son histoire, tout en gardant les mêmes couleurs et les mêmes valeurs. Ainsi, de 1898 à 1912, le club aurait porté le nom d'IKBAL Émancipation. Ensuite, il réapparaît de 1916 à 1918 sous l'appellation d'Étoile club musulman constantinois (champion d'Afrique du Nord), pour finalement devenir en 1898, l'actuel Club sportif constantinois.
En 1988, Mouloud Bouderbala dit El Hadj Mouloud Bouderbala (fondateur du club Sans Soussi Sportif Constantinois) précise dans son livre Chabab Sinaât Cirta, CSC : 1898 - 1988 que l'IKBAL Émancipation est l'ancêtre du Club Sportif Constantinois.

### 1916-1918: L'Étoile Club Musulman Constantinois (E.C.M.C)
L'année des grands rendez-vous pour l'E.C.M.C fut celle de 1917. Dans cette année, l'Étoile marquera son passage par des victoires retentissantes :
Le 3 juin 1917 une rencontre des championnats l'E.C.M.C a battu U.S.Montpensier à Alger (par 2-0).
Toujours en juin 1917, le club est champion d'Afrique du Nord, après avoir battu successivement le Red-Star d’Alger puis le Stade gaulois à Tunis (par 4-2).
En septembre 1918, dans un challenge organisé par le comité régional de Tunis et un club tunisien, l'E.C.M.C réalise une grande victoire (4-0) face au Stade Club Franco-Musulman de Tunis qui était en fait le Stade Africain de Tunis.

### 1926-1954: Avantla Guerre d'Algérie

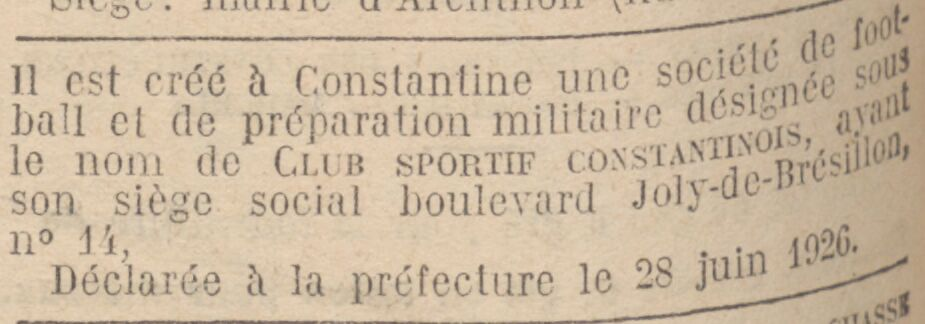
Annonce de la création du club dans les journaux, 1926.

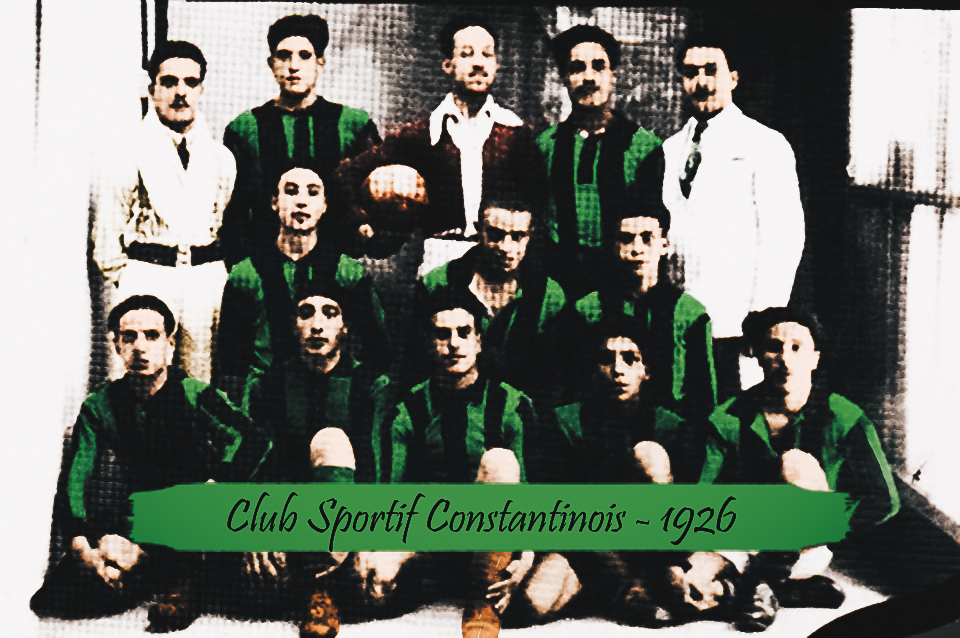
Le Club Sportif Constantinois 1926.

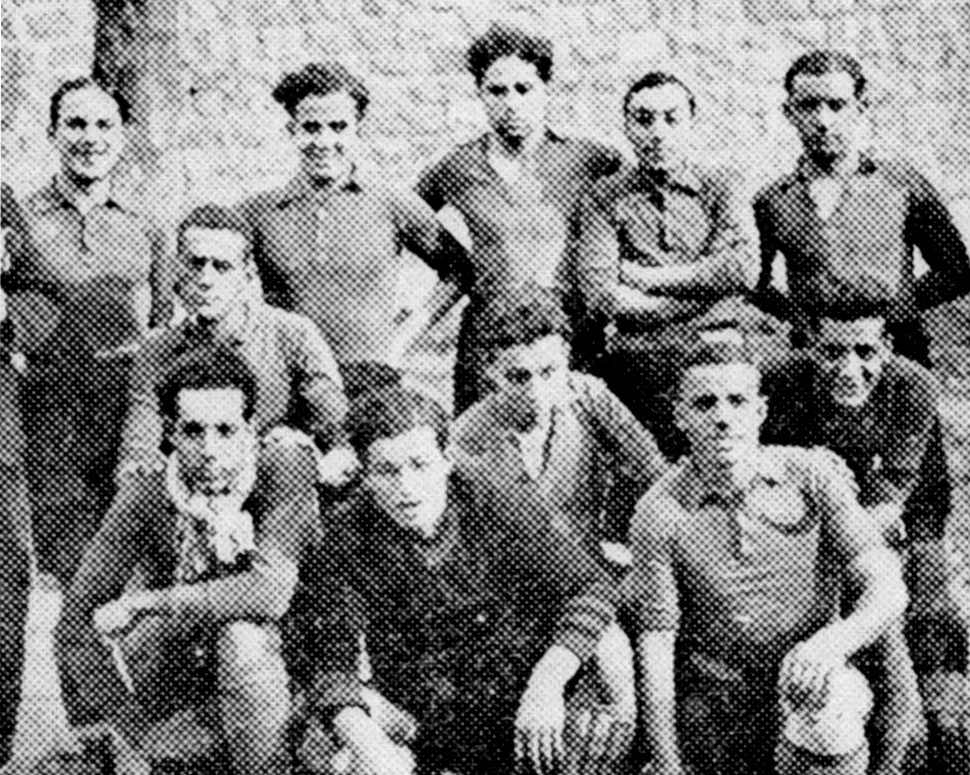
Le onze du CSC qualifié pour la Coupe d'Afrique du Nord (1933-1934).

Lors de sa première participation en Ligue de Constantine, le CSC est champion de la deuxième division en (1926-1927).
Les années 30, le club est renforcé par une fusion avec le Club Cycliste Musulman Constantinois (C.C.M.C) ce qui favorisera la création de plusieurs sections qui lui permettront de devenir un club omnisports comprenant la boxe, le volley-ball, le judo, le karaté, le boulisme, l'athlétisme et surtout les fameuses sections de la natation et du water-polo qui domine le championnat du département de 1939.
En football, le CSC est qualifié à la coupe d'Afrique du Nord (1933-1934) après sa victoire face au FC Bougie (de Béjaïa) par 2-1 à Sétif, puis contre le Racing Club Philippevilloise (le RC Philippeville de Skikda, champion de la Ligue de Constantine en 1932), ce match s'est joué à Bône, le 26 novembre 1933 et s'est terminé par deux buts à un (2-1). Ensuite le CSC a affronté le SO Sétif au premier tour de la Coupe d'Afrique du Nord et a remporté le match par 1-0, à Constantine.
En 1934, le club a été éliminé en huitième de finale de la compétition face au Sporting Club de Tunis (à Tunis).

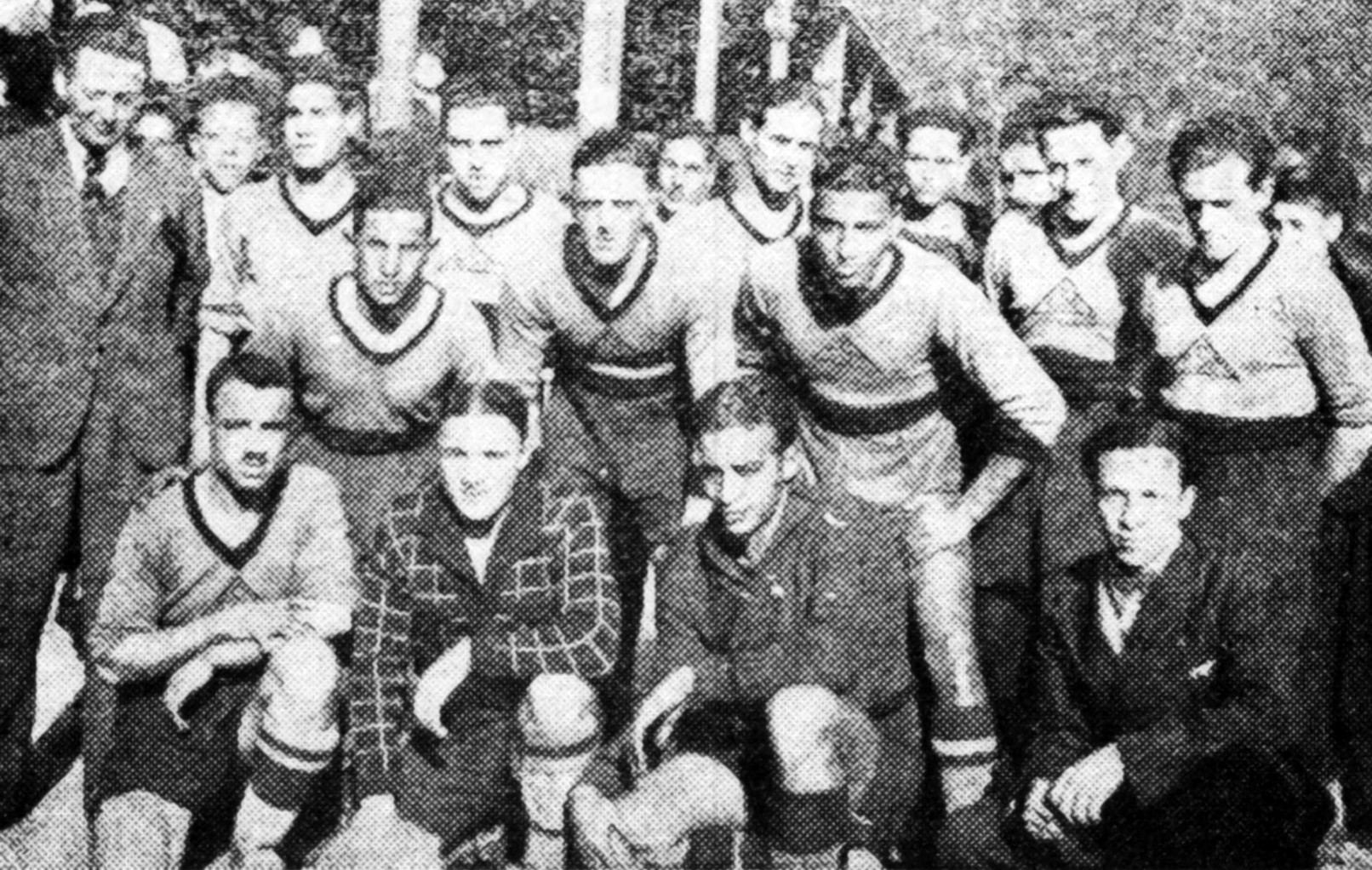
Le CS Constantinois en 1938, (champion de la première division).

En mars 1937, le CSC compte 4 joueurs en sélection de la Ligue de Constantine : l'attaquant Lora, le gardien Salah, les deux demi Bensouiki et Bentorcha, ce dernier qui a signé un contrat avec le FC Bordeaux, en 1938.

C'est avec la présence de ces joueurs de la sélection du département de Constantine que le club a remporté le titre du championnat de la première division en 1937-1938, après la victoire face au DSA (Saint-Arnaud) par 2 buts à 1, au Stade Municipal de Phillipeville.

Club Populaire de Constantine :

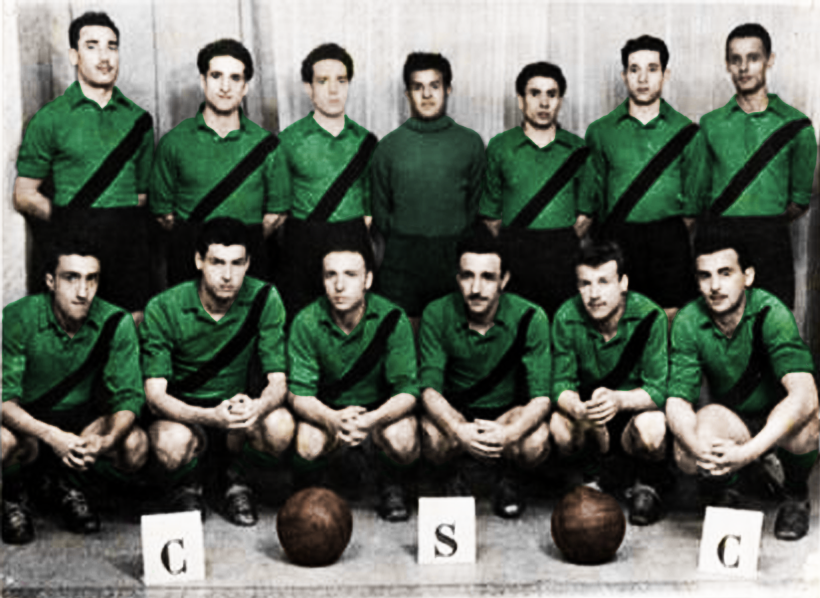
Le CS Constantinois 1952-1953.

Durant la Seconde Guerre mondiale (1939-1945), l'activité footballistique se réduisit, laissant place, en 1942, à un critérium constitué d'un groupe de clubs de quartiers dont le "Sans-Souci Sportif Constantinois" qui représentait les quartiers de la vieille-ville (Houmet Ettabala, Sidi Abdelmoumène, Zelaika, El Batha, Sidi Rached). Plus tard, les dirigeants, pratiquants et sympathisants vinrent agrandir les rangs du CSC allait d'abord prendre l'appellation de "Club Populaire de Constantine".
La saison 1949-50, le CSC a été éliminé de la coupe d'Afrique du Nord, en seizième de finale face au Red Star d'Alger.
Après le déclenchement de la Guerre d'Algérie en novembre 1954, le club a cessé son activité de 1955 jusqu'au 1962 (Année de l'indépendance algérienne de la France).

### 1955-1962: Pendant la Guerre d'Algérie
Le CSC a donné pas moins de 49 martyrs pour l'indépendance de l'Algérie, entre joueurs, athlètes et dirigeants parmi lesquels le boxeur Saïd Bouali, dit "La Motta" et Slimane Mellah, dit "Rachid Mellah", ces deux militants de la cause nationale faisaient partie du groupe historique des 22, qui s'était réuni en juin 1954 et se prononcent la révolution illimitée jusqu'à l'indépendance totale (la guerre d'indépendance).
Aujourd'hui, des écoles et des institutions publiques portent les noms des martyrs, qui étaient des athlètes ou dirigeants du club sportif constantinois, parmi eux Messaoud Boudjeriou dit "Messaoud Leksentini", chef de la Zone 5 de la Wilaya II historique et l’un des collaborateurs de Didouche Mourad, chargé de mener la résistance dans la ville de Constantine, il est désigné responsable de la ville par Zighoud Youcef à partir de juillet 1955.
Parmi les militants indépendantistes de la la guerre d'Algérie qui sont passés par le Club sportif constantinois, Lakdar ben Tobbal, ministre de l'Intérieur du Gouvernement provisoire de la République algérienne (du FLN).

### 1969-1979: Les débuts en Ligue 1
Après être 2e du Division d'Honneur en 1969 et champion du Nationale II en 1970, le CSC réalise donc deux accessions consécutives et dispute sa première saison en Nationale I (Ligue1 algérienne), dans laquelle le club réalise son premier succès en Championnat ; le CSC est vice-champion d'Algérie 1970-71, c'est le seul succès du club dans les années 1970 en Ligue 1, lors de la même saison le CSC réalise une des plus longues séries de tirs au but de l'histoire du football en huitièmes de finale coupe d'Algérie face au CR Belouizdad de Lalmas par 49-48, au Stade Mohamed Guessab à Sétif.

### 1980-1989: Les années sombres
Les années 1980 : la période la plus difficile du club, dans laquelle il n'arrive à jouer qu'une seule saison en ligue 1 (en 1986-1987); la même saison, le club a été éliminé en demi-finales de la coupe d'Algérie face au JS Bordj Menaïel par 1-0 (après la prolongation) au (Stade Ahmed-Zabana) à (Oran).

### 1990-2000: Le premier titre du championnat

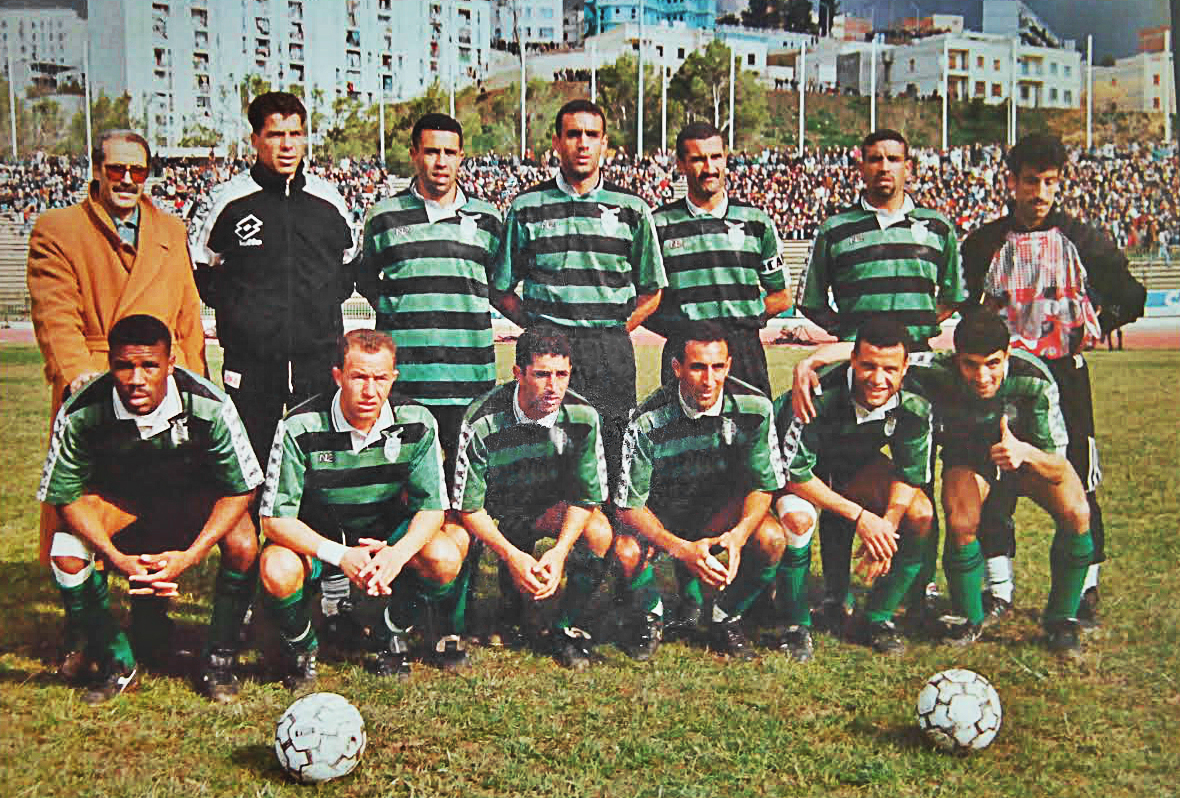
Le Club Sportif Constantinois en 1998 avec Salim Laïb, Hassen Ghoula, Tarek Arama, Mouloud Kaoua et Isaad Bourahli.

Pour la 2e fois de son histoire, le CSC réussit à se qualifier en demi-finale de la coupe d'Algérie en 1992, et perd face au Chlef AS (après les tirs au but), au Stade du 5 juillet 1962.
Deux années plus tard, le club arrache le titre du champion du ligue 2 pour la 4e fois; durant cette saison, le club a dominé le championnat de D2, y compris lors du fameux derby canstantinois en battant le MOC à deux reprises (3-0 puis 2-0).
Promu une énième fois en 1994, le CSC gagne son premier titre de l'histoire de Champion d'Algérie lors de la saison 1996-97, avec des joueurs de talent et d'expérience au niveau national (Isaad Bourahli : surnommé le renard des surfaces des années 1990.Mouloud Kaoua, Réda Matem, Salim Laïb, Hassen Ghoula et Sid Ahmed Benamara : des joueurs internationaux et d'autres...). La même saison le CSC est finaliste du tournoi international Black Stars à Paris, après la victoire en demi-finale face au club sénégalais l'ASC Diaraf.
La saison suivante (97-98), le club participe pour la 1re fois à la ligue des champions africaines. Exempté lors du tour préliminaire de cette édition le club, a été éliminé contre le club sénégalais l'AS Douanes en premier tour, à la fin du saison le CSC termine 2e en championnat d'Algérie (Groupe A).

### 2010-2020: Retour à la gloire
Après avoir été absent pendant cinq saisons du championnat algérien de D1, le CSC revient à la Ligue 1 après avoir gagné le titre du champion de la D2 en 2011 pour la 6e fois de son histoire.
La saison suivante (2011-2012), le club ne réussit pas à se qualifier pour la finale de la coupe d'Algérie (éliminé en demi-finale contre le CR Belouizdad par 1-0).

#### 2012-2013: L'ère de Roger Lemerre et Diego Garzitto

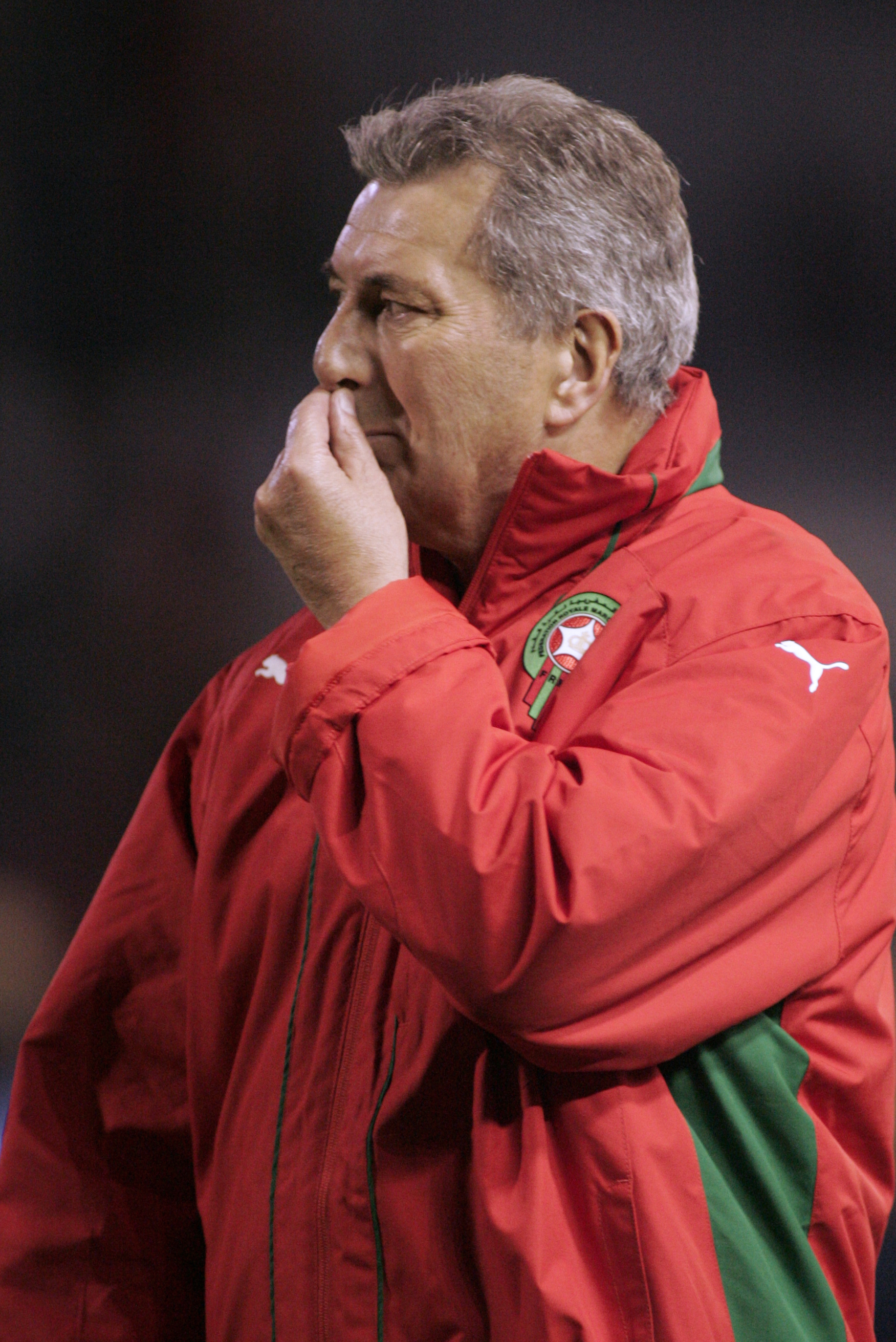
Roger Lemerre entraîneur du CSC (2012-2013).

En juillet 2012, le club a recruté l'entraîneur français Roger Lemerre, ex champion d'Europe avec la France en 2000, qui a conduit le CSC à prendre la 3e place en championnat d'Algérie et à se qualifier pour la coupe de la confédération africaine 2014.
La saison qui suit, Lemerre a laissé sa place au franco-italien Garzitto (avec une série d'invincibilité de 16 matches consécutifs en championnat), Garzitto a poursuivi la série entamée par Roger Lemerre, et il mené le club à réaliser le record de la plus longue série des matchs sans défaite de l'histoire du championnat d'Algérie (26 matchs consécutifs).
Durant la même saison, le club a disputé deux matchs officiels dans le même jour (2 février 2014); le premier match au Niger contre l'ASN Nigelec dans la Coupe de la confédération africaines et l'autre à Béjaïa contre le MO Béjaïa pour le compte de la 18e journée du championnat, la Fédération algérienne de football a refusé de reporter les matchs du championnat pour les clubs algériens participant au compétitions africaines car l'instance fédérale n'a pas l'intention de se retrouver avec des matchs en retard qui viendraient perturber le déroulement d'un calendrier prétendument serré à cause de la Coupe du Monde 2014. Cela oblige à nouveau le CSC à disputer encore deux matches le même jour (28 février 2014): à Monrovia contre Red Lions et à El Eulma contre MC El Eulma,.

#### 2014-2017: Un bref passage à vide

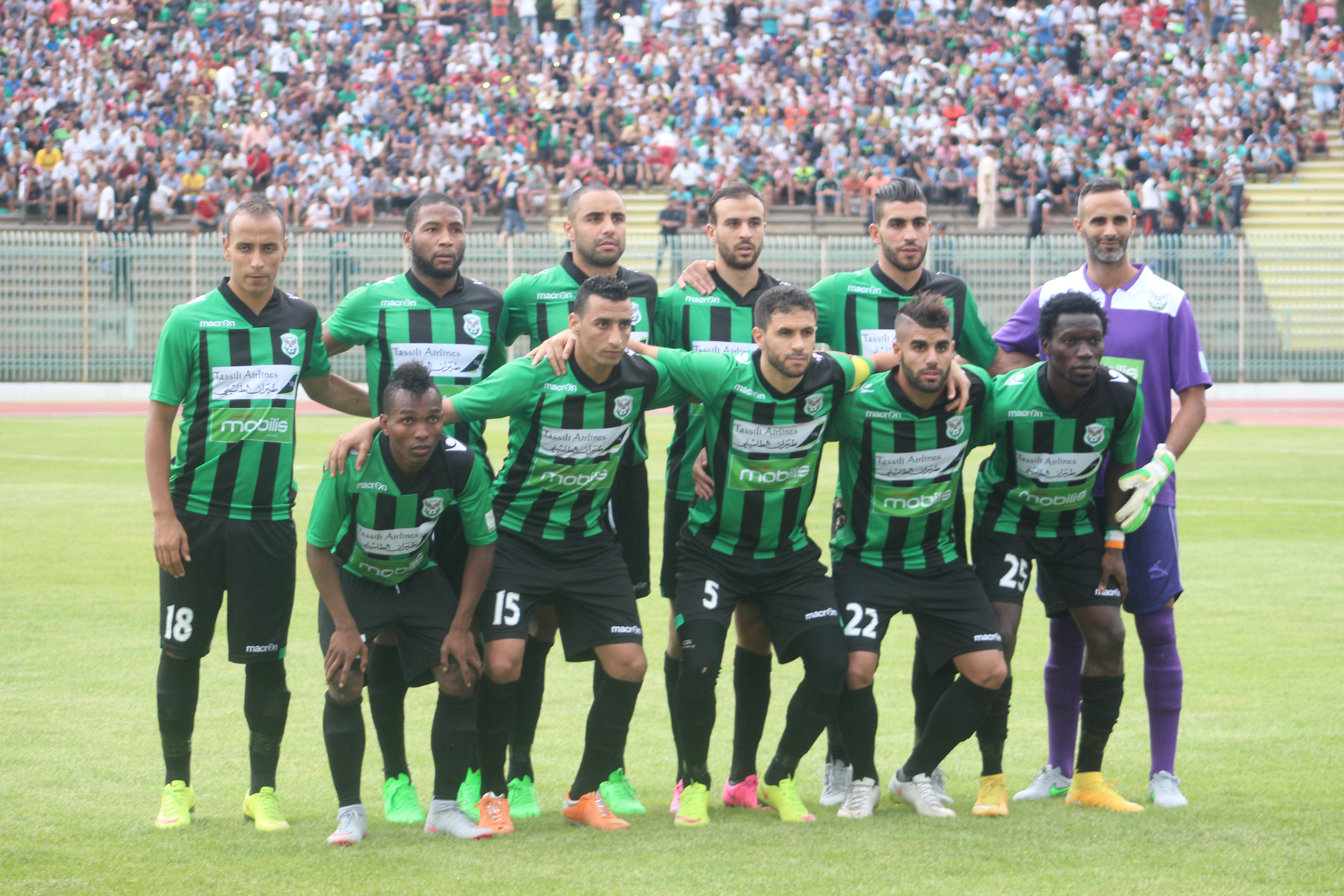
Le CS Constantinois en 2015-2016.

De 2014 à 2017, le CSC a vécu un bref passage à vide, au cours duquel il n'a obtenu aucun succès significatif autre que la qualification pour la Coupe de la confédération africaine 2016, grâce à sa 5e place en championnat, le club est éliminé au huitièmes de finale de la compétition continentale, comme ce fut le cas lors de l'édition du 2014.

#### 2017-2019: L'ère d'Abdelkader Amrani et Denis Lavagne
Le club continue de faire des performances moyennement stables jusqu'à la saison 2017-18, où le club parvient, 21 ans après, à décrocher le deuxième sacre de son histoire en Championnat d'Algérie sous la direction de l’entraîneur algérien Abdelkader Amrani. Grâce à ce titre, le clubistes participent pour la 2e fois dans la ligue des champions africaines.
En décembre 2018, l'entraîneur français Denis Lavagne succède à Abdelkader Amrani après la Supercoupe perdue contre USM Bel-Abbes. Lavagne réalise un record d'une série de 12 victoires consécutives dans toutes les compétitions (Championnat, Coupe d'Algérie et Ligue des champions). Il a ensuite mené le club aux quarts de finale de la Ligue des champions, en battant le Club Africain en Tunisie puis le TP Mazembe et l'Ismaily SC en Algérie. Malgré la victoire en match aller de la demi finale par 1-0 face au CR Belouizdad, Denis Lavagne n'a pas réussi à mener les Clubistes en finale de la coupe d'Algérie après avoir perdu le match retour par 2-0.
La saison suivante, le CSC participe pour la première fois à une compétition de l'UAFA, à travers la coupe arabe des clubs champions.

## Image et identité du club

### Historique des noms officiels du club
| Ikbal Emancipation |
| ------------------ |

| Etoile Club Musulman Constantinois (ECMC) |
| ----------------------------------------- |

| Club Sportif Constantinois (C.S.C) |
| ---------------------------------- |

| Nadi Riadhi Kassentini (N.R.K) |
| ------------------------------ |

| Chabab Sakhr Cirta (C.S.C) |
| -------------------------- |

| Chabab Mécanique de Constantine (C.M.C) |
| --------------------------------------- |

| Club Sportif Constantinois (C.S.C) |
| ---------------------------------- |

### Couleurs et évolutions du blason
Les couleurs principales du club sont le Vert et le Noir, le vert symbolise l'espérance et le noir symbolise le deuil (L’espérance en deuil).
Sur les blasons du club figure les trois lettres symbolique CSC, indiquent le nom abrégé du club Club Sportif Constantinois.
1898 est la date de fondation du l'Ikbal Emancipation.

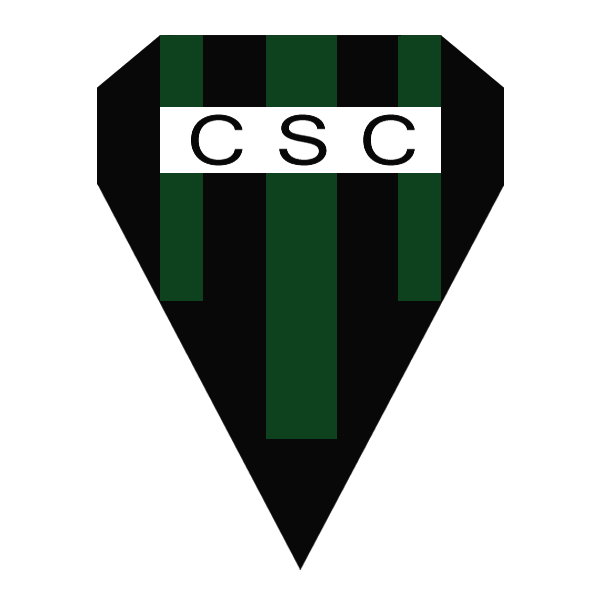
1916
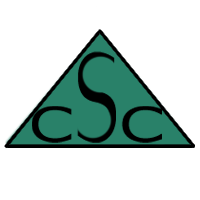
1926-1946
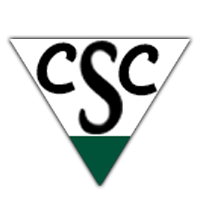
1946-1947
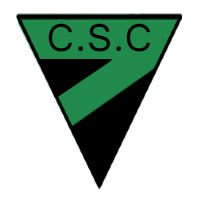
1969-1970
2008-2009
2010-2013 (utilisé par les médias)
depuis 2013

### La symbolique de l'aigle
Le symbole de l'aigle , est repris comme signe d'appartenance sur les banderoles des supporters, il existe aussi sur le blason du club. il symbolise dans l'imaginaire du club et de ses supporters, la force et la virilité.Une des traditions sportives du club, c'est d'apporter au stade, une sculpture d'un aigle géant, peint aux couleurs du club verts et noir lors des matches disputés par le club. Il faisait office de porte bonheur pour le club qui par sa présence au stade, galvanise les foules notamment durant la saison : 1993-94 ou il remporte le match disputé avec son rival: le MOC par un score sans appel de 3-0 et qui finira la saison comme champion de la ligue 2 et se voit accéder ainsi en ligue 1. La ville de Constantine est communément appelée « la ville des aigles » ou bien « le nid d'aigle »,.

### Mascotte
La saison 2017-18, la mascotte du club est un Schtroumpf qui porte les couleurs du club de Vert et Noir (vêtue du vert avec un bonnet et d'un pantalon, chaussure et chaussettes montantes noirs), il porte aussi le logo du club et les trois lettre CSC (le nom abrégé du club) en vert sur le pantalon.
Il s'impose comme l'un des emblèmes du club et des supporters qui sont appelés les Sanafers ou Sanafirs littéralement en arabe les Schtroumpfs.

### Maillots
| \| 1926-1927 \| 1933-1934 \| 1938-1939 \| 1946-1947 \| 1952-1953 \| 1964-1965 \| 1968-1969 \| 1969-1971 \| 1974-1975 \| 1988-1989 \| \| 1990-1991 \| 1996-1997 \| 1997-1998 \| 1999-2000 \| 2000-2001 \| 2003-2004 \| 2008-2009 \| 2010-2011 \| 2011-2012 \| 2012-2013 \| \| 2013-2014 \| 2014-2015 \| 2015-2016 \| 2017-2018 \| 2018-2019 \| 2019-2020 \| 2020-2021 \| 2023-2024 \| \| \| |           |           |           |           |           |           |           |           |           |
| 1926-1927 | 1933-1934 | 1938-1939 | 1946-1947 | 1952-1953 | 1964-1965 | 1968-1969 | 1969-1971 | 1974-1975 | 1988-1989 |
| 1990-1991 | 1996-1997 | 1997-1998 | 1999-2000 | 2000-2001 | 2003-2004 | 2008-2009 | 2010-2011 | 2011-2012 | 2012-2013 |
| 2013-2014 | 2014-2015 | 2015-2016 | 2017-2018 | 2018-2019 | 2019-2020 | 2020-2021 | 2023-2024 |           |           |

### Équipementier
| Période   | Équipementier |
| --------- | ------------- |
| 2000-2001 | Nike          |
| 2003-2005 | Baliston      |
| 2005-2006 | Lotto         |
| 2007-2008 | Adidas        |
| 2008-2009 | Duarig        |
| 2010-2014 | KCS           |
| 2014-2018 | Macron        |
| 2018-2020 | Joma          |
| 2020-2022 | Macron        |
| 2022-     | KCS           |

## Palmarès et bilan

### Palmarès
| Compétitions nationales | Compétitions internationales | Compétitions amicales                     |
| - Ligue Pro1 (2) - Champion : 1996/97, 2017/18 - Vice-champion : 1970/71, 2022/23 - 3e Place : 1997/98, 2012/13, 2023/24 - Coupe d'Algérie - Demi-finaliste : 1987, 1992, 2012, 2019 - Supercoupe d'Algérie - Finaliste : 2018 - Ligue Pro2 • Grp Est / (Centre-Est) (6) (record) - Champion : 1969/70, 1976/77, 1985/86, 1993/94, 2003/04, 2010/11 - LCFA Ligue 1 (2) - Champion : 1913/14, 1916/17 - LCFA Ligue 2 (2) - Champion : 1937/38 et 1948 - Vice-champion : 1951/52 - LCFA Ligue 3 (1) - Champion : 1926/27 | - Coupe des champions de l'USFSA (1) - Champion : 1917, - Ligue des champions de la CAF - 1/4 : 2018/19 - Coupe de la confédération de la CAF - 1/2 de finale : 2025 - Coupe des champions de l'UAFA - 1/16 de finale : 2019/20 | - Tournoi Black Stars - Finaliste : 1997. |

* Ce palmarès n'est pas complet, il peut y avoir d'autres titres non mentionnés.

### Bilan sportif
Le club a évolué 27 saisons en première division du Ligue 1 et gagné 2 titres de champions. À ce jour, il n'a jamais gagne une Coupe d'Algérie.

### Résultats en Championnat d'Algérie par saison
Liste des classements du club en Championnat d'Algérie par saison,, :
- 1962-63 : C-H Gr est Gr II, 6e
- 1963-64 : D-PH Gr est, 8e
- 1964-65 : D-H Gr. est, ?e
- 1965-66 : D-H Gr. est, ?e
- 1966-67 : D3, ?e
- 1967-68 : D3, 2e
- 1968-69 : D3 Gr. est, 1re
- 1969-70 : D2 Gr. centre-est, 1re
- 1970-71 : D1, 2e
- 1971-72 : D1, 12e
- 1972-73 : D1, 15e
- 1973-74 : D2 Gr est, 6e
- 1974-75 : D2 Gr est, ?e
- 1975-76 : D2 Gr est, 6e
- 1976-77 : D2 Gr est, 1re
- 1977-78 : D1, 14e
- 1978-79 : D1, 14e
- 1979-80 : D2 Gr centre-est, ?e
- 1980-81 : D2 Gr centre-est, 5e
- 1981-82 : D2 Gr centre-est, 9e
- 1982-83 : D2 Gr centre-est, 2e
- 1983-84 : D2 Gr centre-est, 13e
- 1984-85 : D2 Gr est, 4e
- 1985-86 : D2 Gr est, 1re
- 1986-87 : D1, 18e
- 1987-88 : D2 Gr est, 3e
- 1988-89 : D2, 10e
- 1989-90 : D2, 2e
- 1990-91 : D1, 15e
- 1991-92 : D2 Gr est, 2e
- 1992-93 : D2 Gr est, 3e
- 1993-94 : D2 Gr est, 1re
- 1994-95 : D1, 8e
- 1995-96 : D1, 6e
- 1996-97 : D1, 1er
- 1997-98 : D1 Gr A, 2e
- 1998-99 : D1 Gr centre-est 7e
- 1999-00 : D2, 2e
- 2000-01 : D1, 16e
- 2001-02 : D2 Gr centre-est, 2e
- 2002-03 : D2 Gr centre-est, 2e
- 2003-04 : D2 Gr centre-est, 1re
- 2004-05 : D1, 8e
- 2005-06 : D1, 14e
- 2006-07 : D2, 5e
- 2007-08 : D2, 10e
- 2008-09 : D2, 8e
- 2009-10 : D2, 7e
- 2010-11 : Ligue 2, 1re
- 2011-12 : Ligue 1, 12e
- 2012-13 : Ligue 1, 3e
- 2013-14 : Ligue 1, 10e
- 2014-15 : Ligue 1, 5e
- 2015-16 : Ligue 1, 8e
- 2016-17 : Ligue 1, 9e
- 2017-18 : Ligue 1, 1er
- 2018-19 : Ligue 1, 7e
- 2019-20 : Ligue 1, 5e
- 2020-21 : Ligue 1, 8e
- 2021-22 : Ligue 1, 5e
- 2022-23 : Ligue 1, 2e
- 2023-24 : Ligue 1, 3e
- 2024-25 : Ligue 1, 10e

### Résultats en Coupe d'Algérie par saison
Liste des résultats du club en Coupe d'Algérie par saison, :
- 1962-1963 :
- 1963-1964 : 64e de finale
- 1964-1965 : Avant les 32e de finale
- 1965-1966 : 32e de finale
- 1966-1967 : 32e de finale
- 1967-1968 : 32e de finale
- 1968-1969 : 16e de finale
- 1969-1970 : 8e de finale
- 1970-1971 : Quart de finale
- 1971-1972 : 16e de finale
- 1972-1973 : 16e de finale
- 1973-1974 : Quart de finale
- 1974-1975 : Avant les 32e de finale
- 1975-1976 : 32e de finale
- 1976-1977 : 64e de finale
- 1977-1978 : 16e de finale
- 1978-1979 : 8e definale
- 1979-1980 : 8e definale
- 1980-1981 : 8e de finale
- 1981-1982 : Quart de finale
- 1981-1982 :
- 1983-1984 : 16e de finale
- 1984-1985 : 16e de finale
- 1985-1986 : 8e de finale
- 1986-1987 : Demi-finales
- 1987-1988 : 16e de finale
- 1988-1989 : 16e de finale
- 1990-1991 : Quart de finale
- 1991-1992 : Demi-finales
- 1993-1994 : Quart de finale
- 1994-1995 : 32e de finale
- 1995-1996 : 8e de finale
- 1996-1997 : 8e de finale
- 1997-1998 : 32e de finale
- 1998-1999 : 32e de finale
- 1999-2000 : Quart de finale
- 2000-2001 : Quart de finale
- 2001-2002 : 32e de finale
- 2002-2003 : 16e de finale
- 2003-2004 : 32e de finale
- 2004-2005 : 8e de finale
- 2005-2006 : 8e de finale
- 2006-2007 : 8e de finale
- 2007-2008 : 32e de finale
- 2008-2009 : 32e de finale
- 2009-2010 : 64e de finale
- 2010-2011 : 32e de finale
- 2011-2012 : Demi-finales
- 2012-2013 : Quart de finale
- 2013-2014 : Quart de finale
- 2014-2015 : 8e de finale
- 2015-2016 : 32e de finale
- 2016-2017 : 16e de finale
- 2017-2018 : 16e de finale
- 2018-2019 : Demi-finales
- 2019-2020 : 8e de finale
- 2020-2021 : Non Joue
- 2021-2022 : Non Joue
- 2022-2023 : 16e de finale
- 2023-2024 : Demi-finales

### Parcours international du club
| Saisons   | Historique des noms                       | Compétitions                   | Performance     |
| --------- | ----------------------------------------- | ------------------------------ | --------------- |
| 1917-1918 | Étoile Club Musulman Constantinois (ECMC) | Coupe des champions de l'USFSA | Champion        |
| 1934-1935 | Club Sportif Constantinois (CSC)          | Coupe d'Afrique du Nord        | 1/8 de finale   |
| 1949-1950 | Club Sportif Constantinois (CSC)          | Coupe d'Afrique du Nord        | 1/16 de finale  |
| 1996-1997 | Club Sportif Constantinois (CSC)          | Tournoi Black Stars            | Finaliste       |
| 1997-1998 | Club Sportif Constantinois (CSC)          | Ligue des champions de la CAF  | 1/16 de finale  |
| 2013-2014 | Club Sportif Constantinois (CSC)          | Coupe de la CAF                | 1/8 de finale   |
| 2015-2016 | Club Sportif Constantinois (CSC)          | Coupe de la CAF                | 1/8 de finale   |
| 2018-2019 | Club Sportif Constantinois (CSC)          | Ligue des champions de la CAF  | Quart de finale |
| 2019-2020 | Club Sportif Constantinois (CSC)          | Championnat arabe des clubs    | 1/16 de finale  |
| 2023-2024 | Club Sportif Constantinois (CSC)          | Ligue des champions de la CAF  | 1er tour        |

### Records
- La plus grande série sans défaite de l'histoire du Championnat d'Algérie sur deux saisons cumulées. (série de 26 matchs sans défaite 2012-2013 | 2013-2014)[67].
- Séries de 12 matchs (7 à l'extérieur et 5 à domicile) de victoires consécutives dans toutes les compétitions[47],[68] (4 en Championnat[69], 3 en Coupe d'Algérie[70] et 5 en Ligue des champions[71] saison 2018-19).
- Record algérien de victoires consécutifs à l’extérieur du pays dans la Ligue des champions. (record partagé avec l'ESS).
- Deuxième club algérien ayant gagné trois matchs consécutifs à l’extérieur du pays dans les compétitions africaines. en Ligue des champions 2018-19.
- Le club le plus titré en Ligue 2 (6 titres).
- L'une des plus longues séries de tirs au but de l'histoire du football (Coupe d’Algérie 1971|CSC 49-48 CRB)[33].
- Record algérien (clean sheets) en Ligue des champions de la CAF, avec série de 6 matchs consécutifs sans encaisser de but en 2018-2019[72].
- L'un des rares clubs au monde qui ont disputé deux matchs le même jour (à deux reprises: le 02 février 2014[73], et le 28 février 2014[74],[75]).

## Effectif actuel
Mise à jour:5 février 2024

## Personnalités du club

### Propriétaires
En octobre 2012, la compagnie aérienne algérienne Tassili Airlines trouve un accord conclu le rachat de 75% des parts de la SSPA/CSC.
En avril 2016, l'ENTP succède à Tassili Airlines et devenue le nouvel actionnaire majoritaire du CSC
| Période     | Actionnaire majoritaire |
| ----------- | ----------------------- |
| 2012 - 2016 | Tassili Airlines        |
| 2016 -      | ENTP                    |

### Historique des présidents
Liste de présidents (directeur général / directeur sportif / manager général) du club.
| N° | Pays | Nom                          | Période   |
| -- | ---- | ---------------------------- | --------- |
| -  |      | Mohammed Boumalit            | 1926      |
| -  |      | Mouloud Bouderbala           | 1942      |
| -  |      | Hadj Mohamed Salah Beldjoudi |           |
| -  |      | Ismail Haroune               |           |
| -  |      | Ahmed Boudjeriou             | 1977      |
| -  |      | Houssine Tafer               |           |
| -  |      | Mourad Belhadj               | 1989      |
| -  |      | Mohamed Betchine             |           |
| -  |      | Mohamed Boulhabib            | 1993      |
| -  |      | Noureddine Ounis             | 1999-2001 |
| -  |      | Abdelkrim Benghezal          | 2001-2003 |

| N° | Pays | Nom                              | Période    |
| -- | ---- | -------------------------------- | ---------- |
| -  |      | Ali Khettabi                     | 2003-2005  |
| -  |      | Mohamed Ghoualmi                 | 2005-2006  |
| -  |      | Youssef Bouhelassa               | -2008      |
| -  |      | Mourad Mazar                     | 2008-2009  |
| -  |      | Noureddine Ounis                 | 2009-2010  |
| -  |      | Yacine Fersadou                  | 2010 -2014 |
| -  |      | Omar Bentobal                    | 2014-2015  |
| -  |      | Farid Hamana                     | 2016       |
| -  |      | Abdelwahab Souici (D.S)          |            |
| -  |      | Tarek Arama (D.S)                | 2017-2019  |
| -  |      | Mohamed Chawki Boukhedenna (D.S) | 2019       |
| -  |      | Rachid Redjradj (D.S)            | 2019       |
| -  |      | Nacereddine Medjoudj (D.S)       | 2019-2020  |
| -  |      | Yassine Bezzaz (D.S)             | 2021       |

### Joueurs

#### Records individuels
Le deux tableaux suivants présentent les listes, actualisées au 17 juin 2022, des joueurs les plus capés et les meilleurs buteurs du CS Constantine en Ligue 1, depuis que le professionnalisme du football a été lancé en Algérie (2010).
| Rang | Pays | Nom                 | Matchs |
| ---- | ---- | ------------------- | ------ |
| 1    |      | Yassine Bezzaz      | 120    |
| 2    |      | Hamza Boulemdaïs    | 109    |
| 3    |      | Nasreddine Zaalani  | 109    |
| 4    |      | Chamseddine Rahmani | 103    |
| 5    |      | Sid Ali Lamri       | 102    |

| Rang | Pays | Nom                 | Buts |
| ---- | ---- | ------------------- | ---- |
| 1    |      | Hamza Boulemdaïs    | 39   |
| 2    |      | Mohamed Lamine Abid | 30   |
| 3    |      | Yassine Bezzaz      | 20   |

| Distinctions personnelles |
| - Meilleur joueur espoir algérien (Le Buteur) - Yassine Bezzaz : 2001,. - Meilleurs buteurs du championnat d'Algérie - Mohamed Lamine Abid : 2020. - Meilleur joueur mauritanien expatrié (FFRIM) - Moulaye Ahmed : 2015. - Membres de l'équipe-type du Ligue des champions de la CAF (SofaScore) - Houcine Benayada : 2019. - Joueur africain (meilleur joueur béninois en Afrique) de l’année (Bjfoot Awards) - Marcellin Koukpo : 2021. - Joueur béninois de l’année (Bjfoot Awards) - Marcellin Koukpo : 2022. - Membres de l’équipe type béninoise de l’année (Bjfoot Awards) - Marcellin Koukpo : 2022. |

#### Transferts les plus chers
| Rang | Joueurs          | Indemnité | Provenance       | Saison    |
| ---- | ---------------- | --------- | ---------------- | --------- |
| 1er  | \| Nordine Sam   | 145 000 € | Al Nasr Benghazi | 2011-2012 |
| 2e   | \| Elyes Seddiki | 45 000 €  | MC Alger         | 2016-2017 |
| 3e   | Yassine Bezzaz   | 15 000 €  | MC Oran          | 2015-2016 |

| Rang | Joueurs          | Indemnité | Destination          | Saison    |
| ---- | ---------------- | --------- | -------------------- | --------- |
| 1er  | Ilyes Yaiche     | 100 000 € | Qadsia Sporting Club | 2021-2022 |
| 2e   | Mohamed Medjoudj | 54 000 €  | JS Kabylie           | 2001-2002 |

#### Joueurs internationaux
Les tableaux suivants présentent la liste, actualisée au 17 juin 2022, des joueurs du CS Constantine appelés en équipe nationale d'Algérie et autres équipes nationales.
| Joueur              | Sélection | Période              |
| ------------------- | --------- | -------------------- |
| Salah Hanchi        | Algérie   | 1972                 |
| Salim Laïb          | Algérie   | 1986,                |
| Ahcène Medjbouri    | Algérie   | 1990-1992            |
| Réda Mattem         | Algérie   | 1993-1996            |
| Mounir Zeghdoud     | Algérie   | 1994-1995            |
| Mouloud Kaoua       | Algérie   | 1994-1996            |
| Sid Ahmed Benamara  | Algérie   | 1996-1997            |
| Hassen Ghoula       | Algérie   | 1996-1999            |
| Yassine Bezzaz      | Algérie   | 2000-2001, 2011-2014 |
| Hocine Fenier       | Algérie   | 2004-2006            |
| Hamza Boulemdaïs    | Algérie   | 2011-2013            |
| Chamseddine Rahmani | Algérie   | 2017-2018            |
| Abdenour Belkheir   | Algérie   | 2017-2019            |
| Mohamed Lamine Abid | Algérie   | 2017-2020            |
| Houcine Benayada    | Algérie   | 2018-2020            |

| Joueur                    | Sélection    | Période   |
| ------------------------- | ------------ | --------- |
| Gil Ngomo                 | Cameroun     | 2011-2013 |
| Ousmane Berthé            | Mali         | 2014-2015 |
| Paulin Voavy              | Madagascar   | 2014-2016 |
| Moulaye Ahmed (en)        | Mauritanie   | 2014-2016 |
| Ousmane Sylla (en)        | Burkina Faso | 2017-2019 |
| Dylan Bahamboula          | Congo        | 2018-2020 |
| Sharaf Eldin Shiboub (en) | Soudan       | 2020-2021 |
| Marcellin Koukpo          | Bénin        | 2021-     |

#### Joueurs étrangers
Liste des joueurs étrangers qui sont passés au club:
- Diego Nadaya
- Marcellin Koukpo
- Abdoul Rahim Salam Kagambega
- Ousmane Sylla Jr
- Aminou Bouba
- Arouna Dang
- Gil Ngomo
- Dylan Bahamboula
- Samy Houri
- Anthony Martin
- Maurice Bassolé
- Koro Koné
- Kouadio Manucho
- Zakaria Alharaish
- Abdullah Al Orfi
- Paulin Voavy
- Ousmane Berthé
- Moctar Cissé
- Mahamadou Traoré
- Elyes Seddiki
- Cheikh Moulaye Ahmed
- Efosa Eguakun
- Rahman Soumare
- Elias M'Baye
- Sharaf Eldin Shaiboub Ali
- Lamine Nekrouf

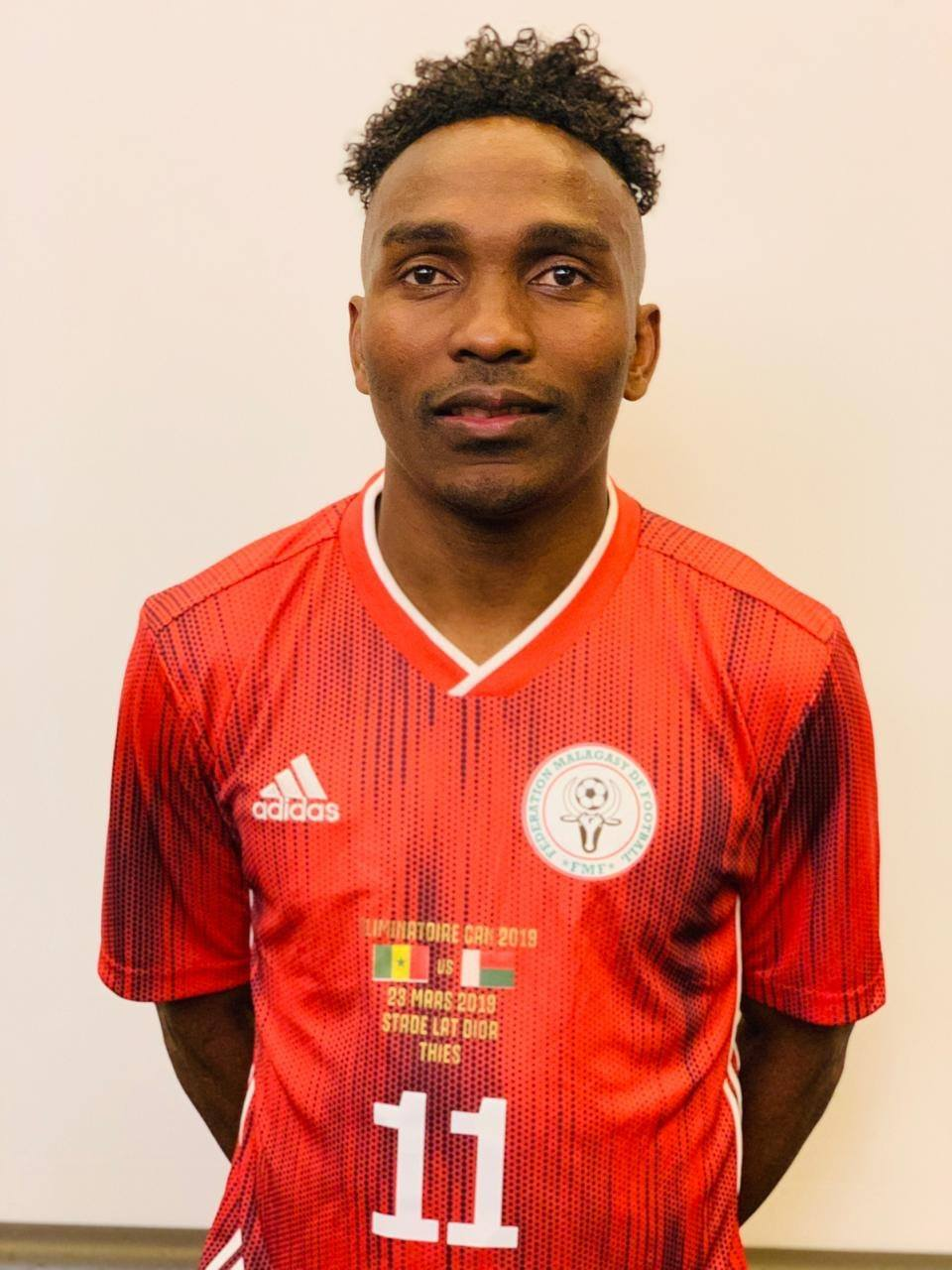
Paulin Voavy

#### Capitaines
Voici la liste des capitaines d'équipe du CSC par période:
| Capitaines du Club sportif constantinois \| Nom \| Période \| \| ------------------------- \| --------- \| \| Salim Laïb \| 1989-1999 \| \| Tarek Arama \| 2003-2005 \| \| Mohamed Medjoudj \| 2005-2008 \| \| Toufik Kabri[123],[124] \| 2008-2011 \| \| Zoubir Zmit[125] \| 2011-2012 \| \| Yazid Mansouri[126] \| 2012-2013 \| \| Yassine Bezzaz[127],[128] \| 2013-2014 \| \| Hamza Boulemdaïs[129] \| 2014-2015 \| \| Yassine Bezzaz \| 2015-2018 \| \| Walid Bencherifa[130] \| 2018-2019 \| \| Sid Ali Lamri[131],[132] \| 2019-2021 \| \| Zidane Mebarakou \| 2021-2022 \| \| Nasreddine Zaalani \| 2022- \| |           |
| Nom | Période   |
| Salim Laïb | 1989-1999 |
| Tarek Arama | 2003-2005 |
| Mohamed Medjoudj | 2005-2008 |
| Toufik Kabri, | 2008-2011 |
| Zoubir Zmit | 2011-2012 |
| Yazid Mansouri | 2012-2013 |
| Yassine Bezzaz, | 2013-2014 |
| Hamza Boulemdaïs | 2014-2015 |
| Yassine Bezzaz | 2015-2018 |
| Walid Bencherifa | 2018-2019 |
| Sid Ali Lamri, | 2019-2021 |
| Zidane Mebarakou | 2021-2022 |
| Nasreddine Zaalani | 2022-     |

### Entraîneurs
Le tableau suivant présente la liste des entraîneurs du CS Constantine par nationalité:
| Pays | Nom                    | Période   |
| ---- | ---------------------- | --------- |
|      | Achour Nedjar          | 1985-1986 |
|      | Echtrekov Vladimir     | 1989-1990 |
|      | Achour Nedjar          | 1993-1995 |
|      | Mohamed Henkouche      | 1996-1997 |
|      | Rabah Saâdane          | 1998-1999 |
|      | Achour Nedjar          | 2001-2002 |
|      | Achour Nedjar          | 2004      |
|      | Sid-Ahmed Slimani      | 2004-2005 |
|      | Said Hadj Mansour (en) | 2005      |
|      | Mohamed Tebib          | 2006      |
|      | Darko Janacković (en)  | 2008      |

| Pays | Nom                   | Période   |
| ---- | --------------------- | --------- |
|      | Jean Castaneda        | 2009      |
|      | José Dutra Dos Santos | 2011      |
|      | Rachid Bouarrata      | 2011-2012 |
|      | Rachid Belhout        | 2012      |
|      | Roger Lemerre         | 2012-2013 |
| \|   | Diego Garzitto        | 2013      |
| \|   | Bernard Simondi       | 2014      |
| \|   | Diego Garzitto        | 2014      |
|      | Rachid Belhout        | 2014-2015 |
| \|   | François Bracci       | 2015      |
|      | Hubert Velud          | 2015      |

| Pays | Nom                                | Période   |
| ---- | ---------------------------------- | --------- |
| \|   | Didier Gomes Da Rosa (en)          | 2015-2016 |
|      | Miguel Ángel Portugal Vicario (en) | 2016      |
|      | Abdelkader Amrani                  | 2016-2018 |
|      | Denis Lavagne                      | 2018-2019 |
|      | Abdelkader Amrani                  | 2020-2021 |
| \|   | Miloud Hamdi                       | 2021      |
|      | Chérif Hadjar                      | 2021-2022 |
|      | Kheireddine Madoui                 | 2022-2023 |
|      | Lyamine Bougherara                 | 2023      |
|      | Abdelkader Amrani                  | 2023-     |

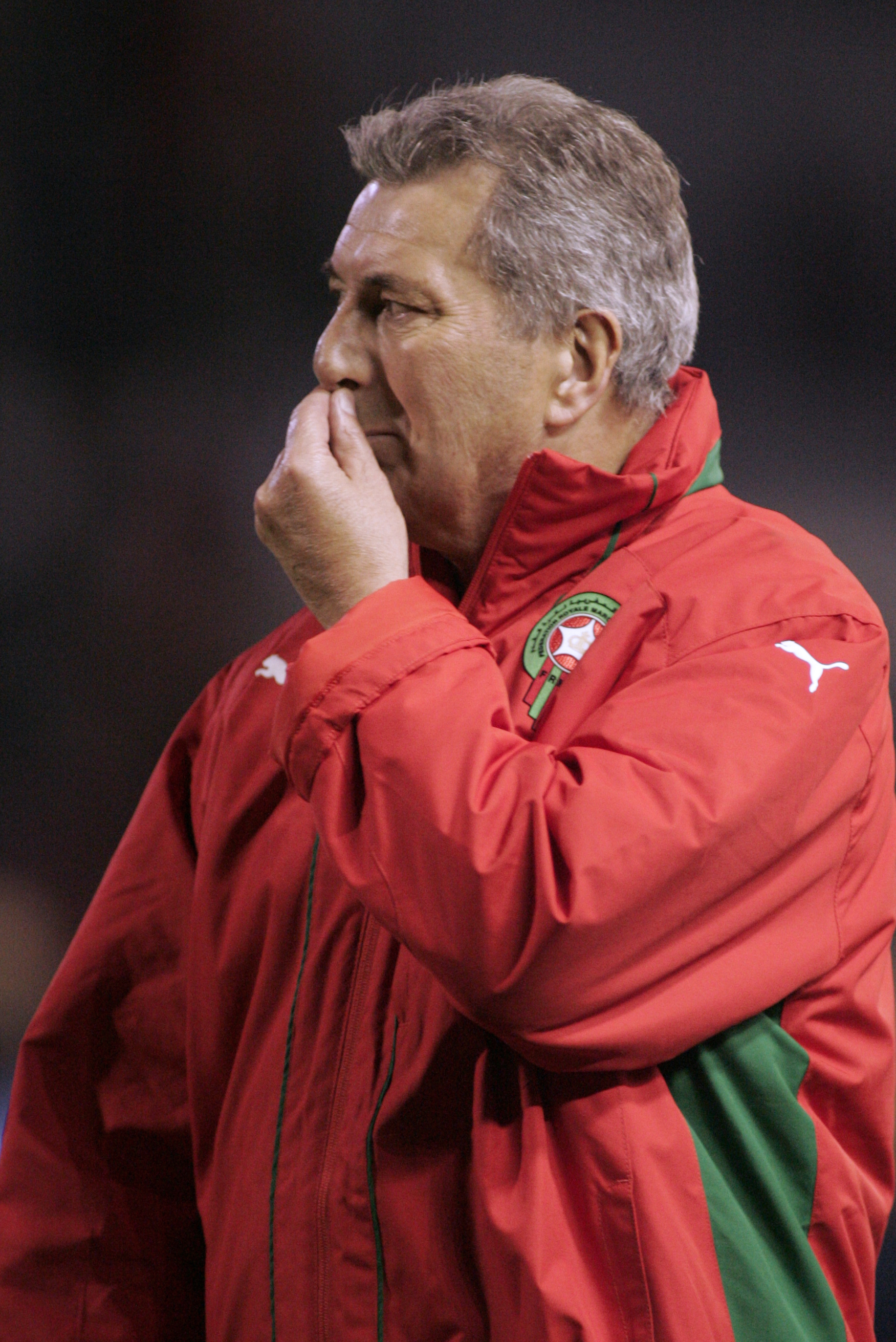
Roger Lemerre
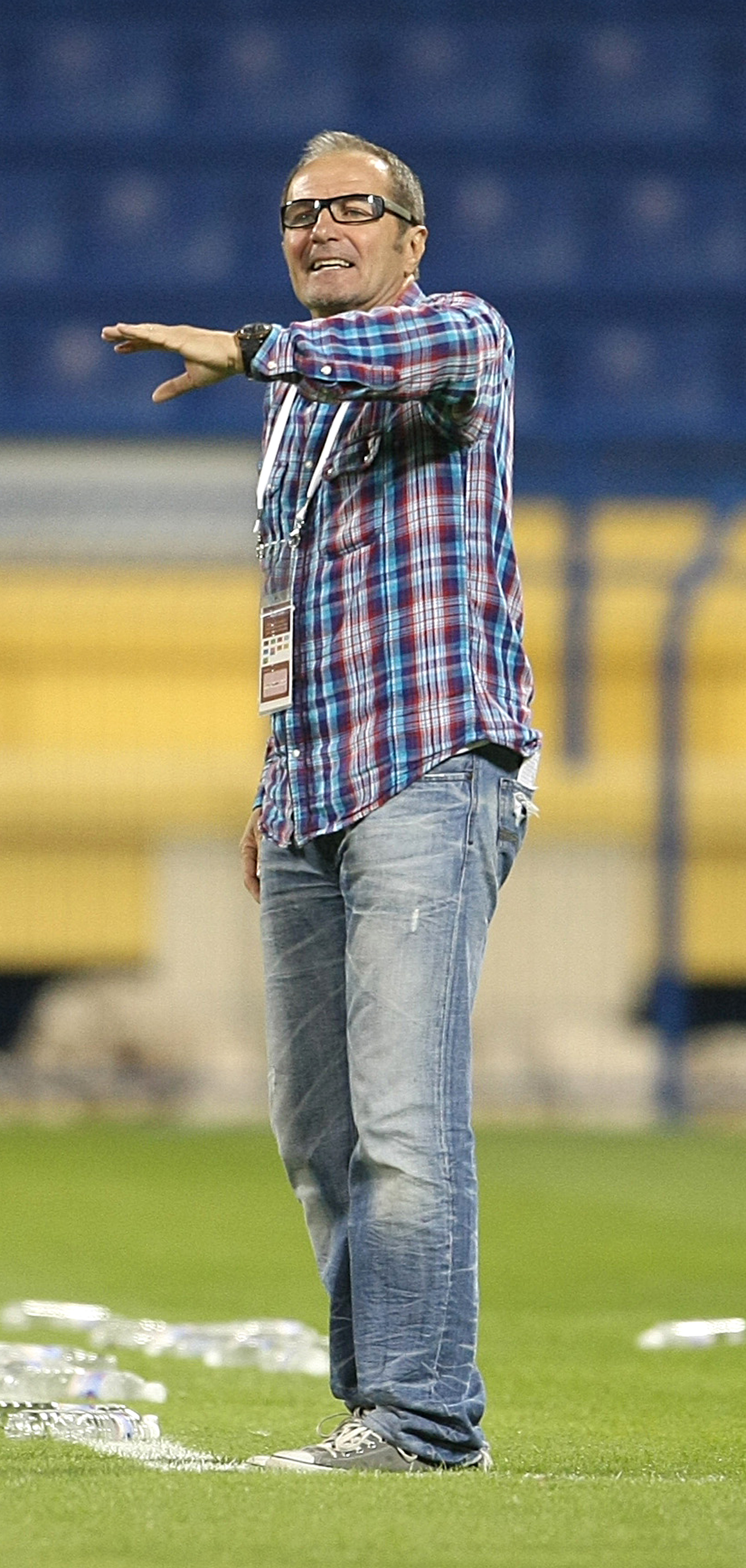
Bernard Simondi
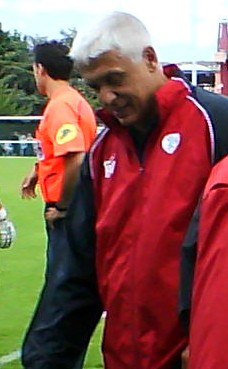
Hubert Velud
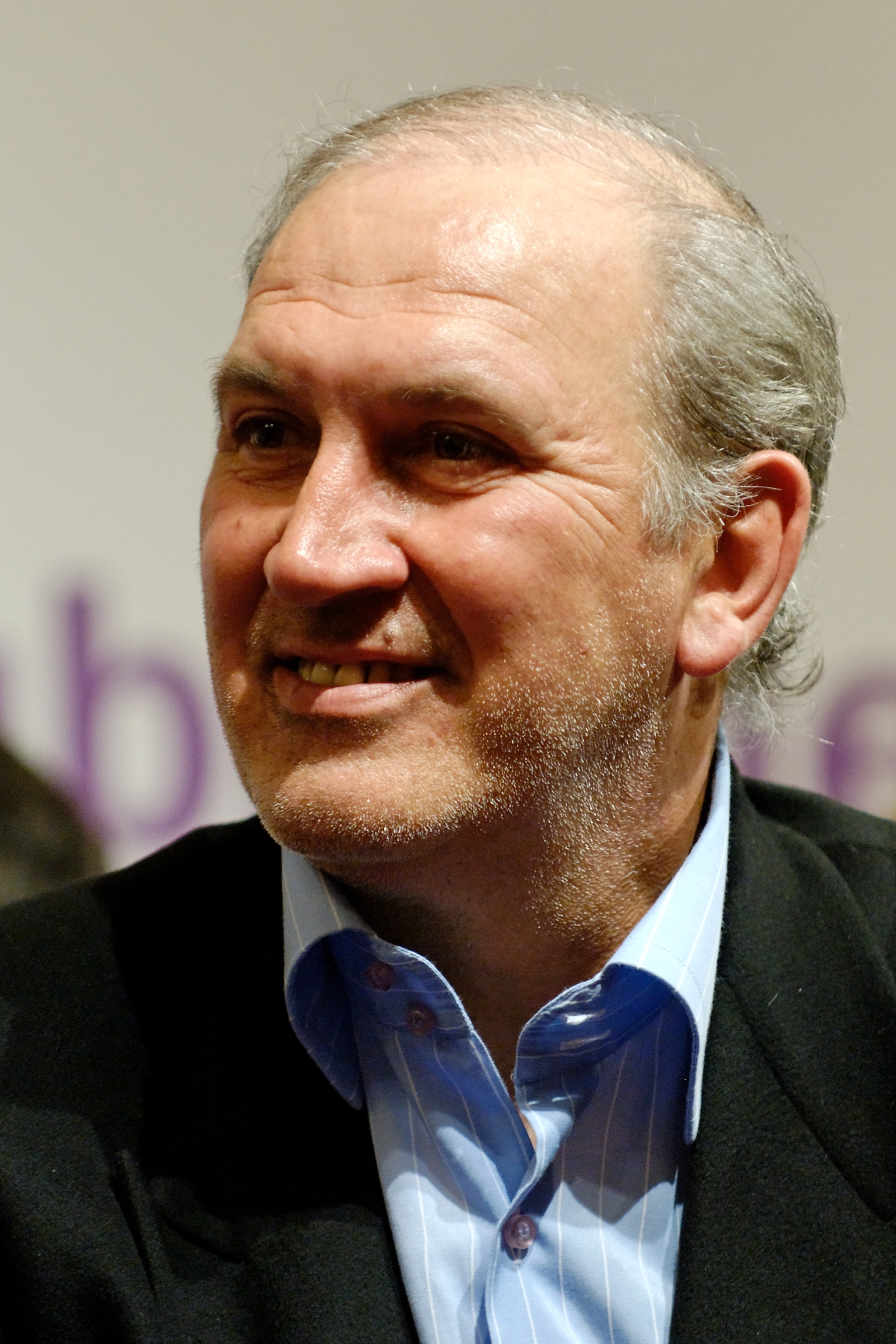
François Bracci
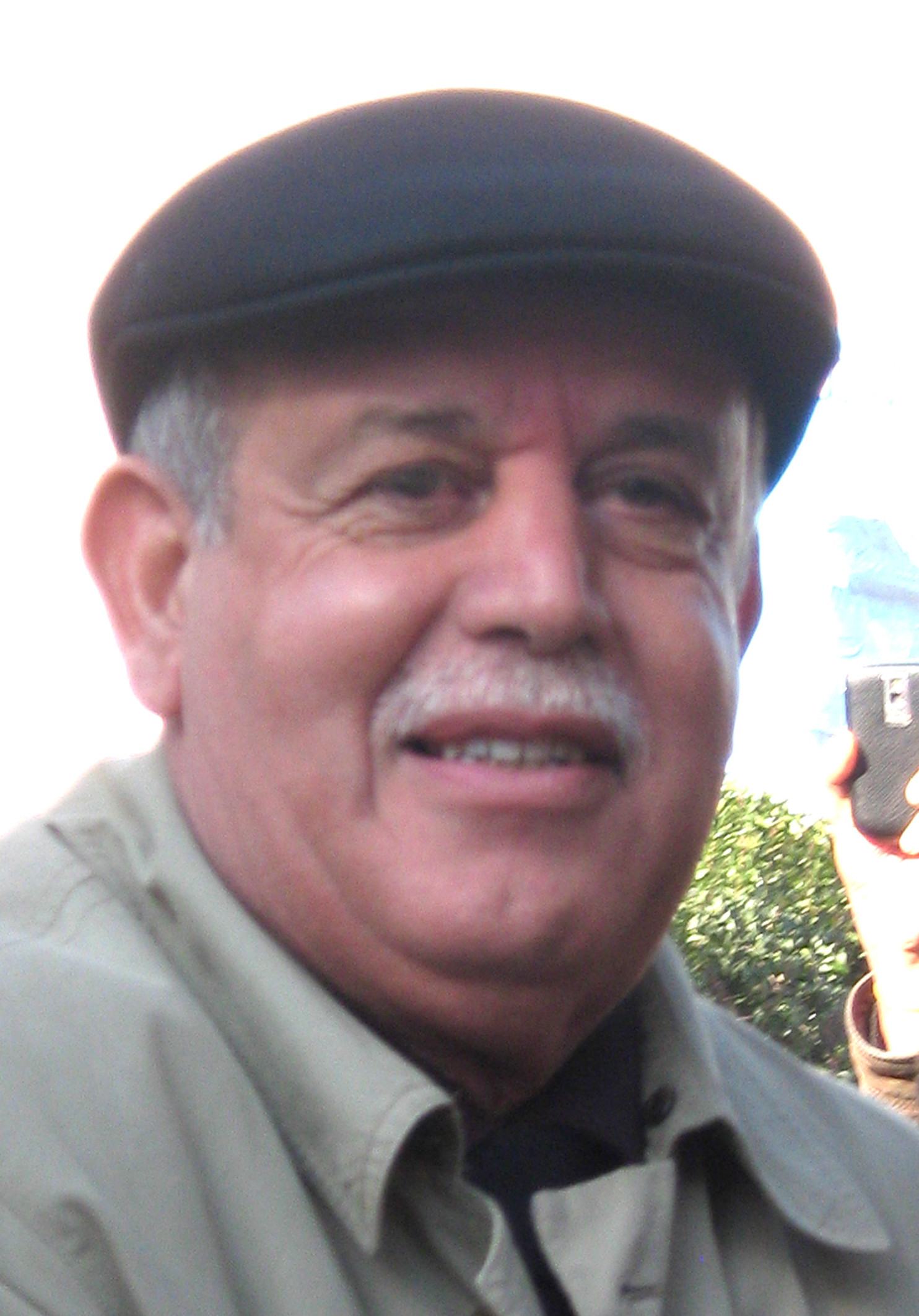
Rabah Saadane

## Structures du club

### Aspects juridiques et économiques

#### Actionnariat
Le CS Constantine est composé d'une SASP présidée par le directeur général, qui gère l'aspect professionnel du club avec le conseil d'administration.

#### Éléments comptables
Le budget du CS Constantine augmente grâce au droit TV du championnat qui ces 10 dernières années augmente, ceci s'explique que le championnat est de plus en plus suivi notamment de l’extérieur du pays.
| Saison | 2008-2009 | 2009-2010 | 2010-2011 | 2011-2012 | 2012-2013 | 2013-2014 | 2014-2015 | 2015-2016 |
| Budget | 2 M€      | 2 M€      | 2,2 M€    | 5 M€      | 6 M€      | 6,7 M€    | 7 M€      | 7,3 M€    |

#### Sponsors
Les sponsors du CS Constantinois (2020-2021) sont :
- ENTP (Algérie).
- Mobilis.
- Soummam.
- Macron.
- Ifri.

ENTP
Mobilis
Ifri
Macron
Soummam

### Stades

#### Stade Chahid-Hamlaoui

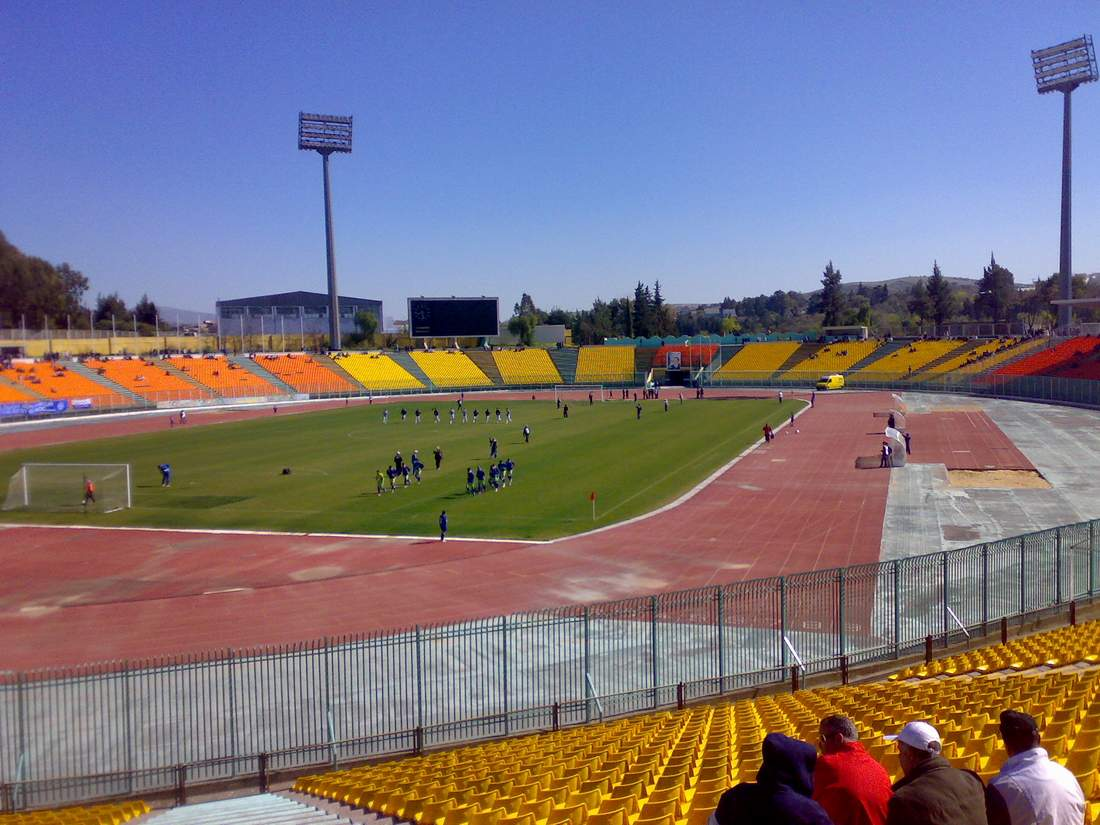
Stade Chahid-Hamlaoui

#### Stade Abed-Hamdani
La saison 2020-2021, le club a reçu quelque matchs au stade Abed-Hamdani d'El Khroub (Wilaya de Constantine), en raison de la détérioration de l’état de la pelouse du stade Ben Abdelmalek Ramdane, dans lequel le club devait jouer auparavant, après la fermeture du stade Chahid-Hamlaoui pour travaux de réhabilitation, en prévision du championnat d'Afrique des nations (CHAN 2022).
Le CSC a accueilli quelque matchs dans ce stade en championnat, dont le Derby de l'Est algérien contre l'Entente sportive sétifienne.

### Siège

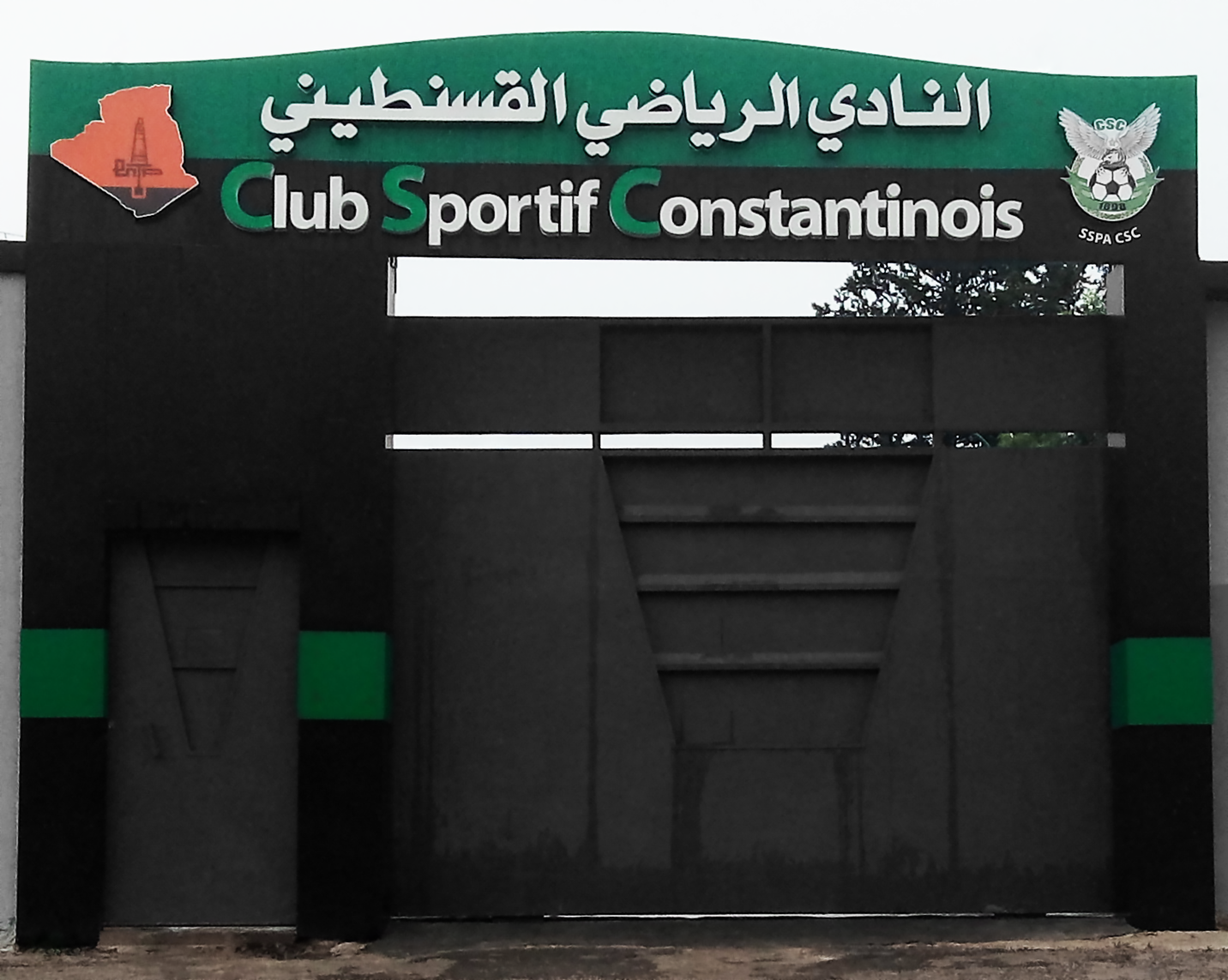
L'entrée du nouveau siège.

Depuis sa création, le C.S.C a connu différents sièges, voici quelques-uns d'entre eux, :
- 1898 : Salah Bey (Ghorab) : Fondok Ezait (café Hadjar).
- 1916 : Fondouk ezait.
- 1926 : Café du Bon Air (Bd Joly de Bresillon).
- 1930 : Café Benyamina Alloua (rue Alexis Lambert).
- 1934 : Café Belaib Salah (rue Alexis Lambert).
- 1935 : Café Nedjma (Rue Nationale).
- 1936 : Nadi (cercle) rue nationale en commun avec plusieurs groupes socio-culturels.
- 1936 : Café Meheni Achour (rue Petit).
- 1937 : Siège : rue Poulle (maison Duplan).
- Cercle: 16, Boulevard Boudjeriou Messaoud.

Le nouveau siège du club a été inauguré le 10 avril 2018, par le wali de Constantine.
Situé au complexe sportif Chahid-Hamlaoui, le Siège est composé de deux bâtisses, l'une est pour les bureaux de l’administration et l’autre est pour joueurs, notamment ceux des catégories jeunes issus d’autres régions du pays.
Le nom du club est gravé sur l'entrée du siège en arabe (النادي الرياضي القسنطيني) et en français (Club Sportif Constantinois), ainsi que les logos du ENTP (l’actionnaire majoritaire du capital SSPA/CSC) et du club.
Ce siège a coûté environs de 60 millions DZD.

### Centre de formation
Le 05 mars 2020, lors d'une conférence de presse le club annonce officiellement la construction d'un centre de formation qui comporte: une résidence, un restaurant, six terrains (dont deux pourvus de pelouse naturelle), ainsi qu’une salle couverte, une salle de musculation et une piscine.
Implanté au lieu-dit 7e kilomètre, entre la commune de Constantine et Aïn Smara, le coût estimé de ce centre est environs de 500 millions DZD,.

### Le pôle sportif Chaâb R'sas
Le 7 février 2022, le CS Constantine est parvenu à un accord avec les autorités locales et les représentants du Ministère de la Jeunesse et des Sports concernant la conclusion d'un contrat de partenariat pour l'exploitation du pôle sportif de la région de Chaâb R'sas (commune de Constantine), ce pôle, qui occupe une superficie de plus de 15 hectares, il dispose d'une piscine semi-olympique, de deux terrains de football, d'une piste d'athlétisme et des salles de sport, en plus d'un dortoir pour les jeunes de 200 lits,.

## Culture populaire

### Supporters
Le CSC est parmi les clubs les plus populaire en Algérie avec un grand nombre de supporters derrière lui (le nombre de supporters n'est pas connu avec précision, certaines sources parlent de centaines de milliers et d'autres des millions), ces supporters du CSC sont appelés les Clubistes ou les Sanafers / Sanafirs littéralement en arabe les Schtroumpfs (une appellation moderne par rapport au Clubistes), ils sont considérés comme un élément important pour le club en raison de ce qu'ils font dans les matchs, que ce soit à l'intérieur ou à l'extérieur du Stade Hamlaoui, en termes de slogans sportifs et de Tifos, ces animations réalisés par les groupes de supporteurs et les Ultras du club ont été plusieurs fois classées parmi les meilleures animations du monde par les sites spécialisés lagrinta.fr et fansfoot.com.
| Date             | Classement | Match                             | Compétition               |
| ---------------- | ---------- | --------------------------------- | ------------------------- |
| 16 décembre 2014 | 3e         | CS Constantine 2-1 MC Alger       | Coupe d'Algérie           |
| 22 mars 2016     | 5e         | CS Constantine 4-1 Nasarawa UFC   | Coupe de la confédération |
| 31 octobre 2017  | 7e         | CS Constantine 1-1 O Médéa        | Championnat d'Algérie     |
| 13 février 2018  | 2e         | CS Constantine 0-0 USM El Harrach | Championnat d'Algérie     |
| 22 janvier 2019  | 9e         | CS Constantine 3-0 TP Mazembe     | Ligue des champions       |

Les Clubistes ont également été honorés par la presse algérienne (Le Buteur, El Heddaf TV et El Khabar) comme les meilleurs supporters d'Algérie :
- Meilleure galerie (fair-play) : 2012-2013[157].
- Meilleure galerie en Algérie : 2016-2017[158].
- Meilleure galerie (fair-play) : 2016-2017[159].

En juillet 2012, à l'occasion du match amical entre le CSC et l'OGC Nice au Stade Chahid-Hamlaoui, l'entraîneur Claude Puel a décrit le match et les supporters du CSC, dans une interview avec le site officiel du club niçois : 

« Quelque chose de très rare, d'assez unique pour un match amical, oui. Nous avons joué dans une arène, entourés par des supporters très respectueux de l'adversaire. Une belle parenthèse, et un beau match à disputer. »

À la fin de la saison 2012-2013, lors du son dernier match à Constantine avec le CSC, l'entraîneur Roger Lemerre a décrit son expérience avec le club et ses supporters comme suit: 

« Au début, j'en ai profité l’occasion pour saluer les Sanafirs et tous les habitants de Constantine pour cette merveilleuse expérience. C'est peut-être ma dernière conférence de presse à Constantine. J'ai passé une saison qui restera gravée dans ma mémoire. Mon expérience à Constantine m'a permis de poser les pieds sur terre considérant que j'avais affaire à l'un des meilleurs supporters au monde, les supporters du CSC m'ont donné un trésor et une leçon d'humilité. »

#### Groupe de supporteurs
Le mouvement ultras et les groupes de supporteurs du CSC ont commencé vers 2009, avec la création du groupe Ultras Sanafir, suivi d'autres groupes, Sang Vert, Loca Ragazzi, Green Army.
| Nom                  | Abréviation | Date de création | Emplacement au stade (Hamlaoui) |
| -------------------- | ----------- | ---------------- | ------------------------------- |
| Ultras Sanafir       | US          | 2009             | Tribune                         |
| Groupe Sang Vert     | GSV         | 2009             | Curva Nord                      |
| Ultras Loca Ragazzi  | ULR         | 2010             | Curva Nord                      |
| Ultras Green Army    | UGA         | 2012             | Curva Nord                      |
| Ultras Los Guerreros | ULS         | 2015             | Curva Nord                      |

### Affluence
Le tableau ci-dessous recense l'affluence des supporteurs sur les dernières saisons (selon Transfermarkt) :
| Saison     | Affluence          |
| ---------- | ------------------ |
| 2004-2005  | 30 000 spectateurs |
| 2005-2006  | 18 000 spectateurs |
| 2011-2012  | 45 200 spectateurs |
| 2012-2013. | 73 000 spectateurs |
| 2013-2014  | 52 000 spectateurs |
| 2014-2015  | 37 000 spectateurs |
| 2015-2016  | 30 000 spectateurs |
| 2016-2017  | 24 000 spectateurs |
| 2017-2018  | 40 000 spectateurs |
| 2018-2019  | 0 spectateurs      |
| 2019-2020* | 0 spectateurs      |
| 2020-2021  | 0 spectateurs      |
| 2021-2022  | 4 000 spectateurs  |

* En raison de la pandémie de Covid-19 en Algérie, les autorités algériennes ont ordonné que toutes les compétitions sportives nationales se dérouleront à huis clos.
** Depuis 2020 Le club déménage au Stade Ben Abdelmalek Ramdane (capacité 8 000 spectateurs), après la fermeture du Stade Chahid-Hamlaoui pour des travaux de réhabilitation en prévision du Championnat d'Afrique des nations CHAN 2022.

### Clubs amis
La galerie Clubistes entretiennent de bonnes relations avec les supporters Usmistes de l'USM Alger,, ainsi qu'avec leurs homologues de la capitale de l'ouest algérien, les Hamraouas du MC Oran.
- USM Alger[167],[168]
- MC Oran[169]
- CA Bordj Bou Arreridj[170],[171]
- USM Blida
- JSM Béjaïa
- Ismaily SC[172],[173]

### Rivalités

#### Rivalité au niveau local
La principale rivalité au niveau local est la rivalité entre les deux plus grands clubs de la ville de Constantine, le CSC et le MOC, Les matchs qui opposent les deux équipes s'appellent le Derby constantinois ou le grand derby de Cirta, il est considéré parmi les derbies les plus célèbres d'Algérie. L'origine de cette rivalité remonte au 1939, à la suite d’un désaccord entre quelques joueurs juniors du club sportif constantinois et leur président, a cause de leur refus d'être promu en équipe première (équipe senior du CSC). Cela a conduit à la création d'un nouveau club qui est le : Mouloudia Olympique de Constantine,. Depuis 2011, les deux clubs emblématiques de la médina constantinoise ne jouent plus dans la même division.

L'ancien joueur du CSC et de l'équipe nationale algérienne, Issaad Bourahli a décrit ce derby à travers une interview qu'il a eue avec Le Buteur : 

« J'ai joué durant plus de 17 ans dans le haut niveau entre l'ESS, le CSC, le Mouloudia et l'USMA, et je crois que celui qui n'a pas joué le derby de la capitale ou celui de Constantine, c'est comme s'il n'avait pas joué au football en Algérie. »

En plus de ce derby, les matchs qui opposent deux équipes de la wilaya de Constantine sont appelés un derby local, à l'image du match qui oppose le club sportif constantinois à l'Association sportive Khroubie,.
Avant la création du MO Constantine (en 1939), le CSC a affronté des clubs français au niveau de Constantine, tel que : l'AS Constantine, l'USC Constantine et le RU Constantine qui était dans une rivalité avec le CSC, où les deux clubs étaient les seuls représentants de la ville dans la Ligue départemental (1er échelon) durant la saison 1938-1939.

#### Rivalité au niveau régional
Le grand derby de l'Est algérien, est la rencontre qui oppose le CSC à l'Entente sportive sétifienne,, ce match surnommé aussi le Big Derby de l'Est ou le Classico de l'Est,, il s'agit de l'un des plus chaud derby en Algérie, entre les deux meilleures équipes du moment de l'Est. La première rencontres en Ligue 1 entre les deux clubs remonte à 1970, lors de la 7e édition du championnat algérien.
Le CSC représente la ville de Constantine, la capitale de l'Est algérien, les matchs contre des clubs de la même région sont des derbies régionaux, à l'image des matchs contre : la JSM Skikda, l'USM Annaba, l'US Chaouia, le CA Batna... et d'autres clubs de l'Est algérien.

#### Rivalité au niveau national
L'origine de la forte rivalité entre les deux galeries, tient au sujet de la doyenneté du football algérien,,.
À la suite d'affrontements entre les supporters des deux équipes en 2018, la Ligue de football professionnel a décidé d'empêcher les supporters du CSC de se déplacer à Alger et d'empêcher aussi les supporters du Mouloudia d'Alger de se déplacer à Constantine, lors des matches des deux clubs, cette décision, convenue par les deux clubs, a été prise dans le but de préserver la sécurité du public.

### Adversaires africains
Voici la liste des adversaires auxquelles le CSC a été confronté en compétitions africaines (en Ligue des champions, et en Coupe de la confédération,) :
- ASEC Mimosas
- Ismaily SC
- Misr El Maqasa
- Gamtel FC
- Red Lions FC
- Nasarawa United FC
- ASN Nigelec
- TP Mazembe
- AS Douanes
- Club Africain
- Espérance de Tunis
- Vipers SC

### Matchs Gala du CSC
Depuis 2012, le CSC a l'habitude de jouer un match de gala chaque été, au Stade Chahid-Hamlaoui, face à un club européen qui joue au 1er niveau (Division 1) dans son pays, et qu'il a déjà participé dans une des deux grandes compétitions d'Europe (la Ligue des champions ou la Ligue Europa).
Voici la liste, par date de tous les clubs rencontrés par le CS Constantinois en match de Gala :
- 29/07/2012 :  OGC Nice.
- 30/07/2013 :  RCD Español.
- 25/07/2014 :  Celta Vigo.

D'autres négociations sont échouées avec des clubs tels que: le SSC Naples  et l'AC ChievoVerona  en (2015), l'Olympique lyonnais , le Leicester City FC  en (2016) et dernièrement le Galatasaray SK  en (2018).
Résultats d'anciens matches amicaux internationaux:
| Date       | Équipe 1         | Résultat | Équipe 2       | Rapport |
| ---------- | ---------------- | -------- | -------------- | ------- |
| 31/05/1936 | CS Constantinois | 1 - 3    | Club africain  | rapport |
| 29/05/1947 | CS Constantinois | 0 - 4    | Stade de Reims | rapport |

Résultats des matches Gala depuis 2012 :
| Date       | Équipe 1         | Résultat | Équipe 2    | Rapport  |
| ---------- | ---------------- | -------- | ----------- | -------- |
| 29/07/2012 | CS Constantinois | 1 - 3    | OGC Nice    | rapport  |
| 30/07/2013 | CS Constantinois | 2 - 2    | RCD Español | rapport  |
| 25/07/2014 | CS Constantinois | 1 - 0    | Celta Vigo  | rapport, |

## Autres équipes

### Équipes réserve et junior
De nombreux joueurs internationaux algériens sont passés par l'équipe réserve ou junior du CSC parmi eux: Mohamed Amroune, Salah Hanchi, Mounir Zeghdoud et Adel Maïza. L'équipe réserve a terminé 2e en Championnat d'Algérie 2020-2021 à deux points du leader, cet championnat a été arrêté par la Ligue de football professionnel après la 31e journée à cause du contexte sanitaire et les cas de Covid-19 signalés sur le territoire national. La saison qui suit (2021-2022), l'équipe réserve du CSC est sacré champion d'Algérie.
| Palmarès rés.* |
| Championnat d'Algérie rés. (2) - Champion : 2022 et 2023. - Vice-champion : 2021. Coupe de la ligue rés. - Demi-finaliste : 2023. Première Division de Constantine rés. - Vice-champion : 1948. Coupe d'Algérie Junior (1) - Vainqueur : 1978. - Finaliste : 2003 et 2019. Championnat d'Afrique du Nord Junior - Finaliste : 1952. Championnat de Constantine Junior (1) - Champion : 1952. |

* Ce palmarès n'est pas complet, il peut y avoir d'autres titres non mentionnés.

### Équipes de jeunes

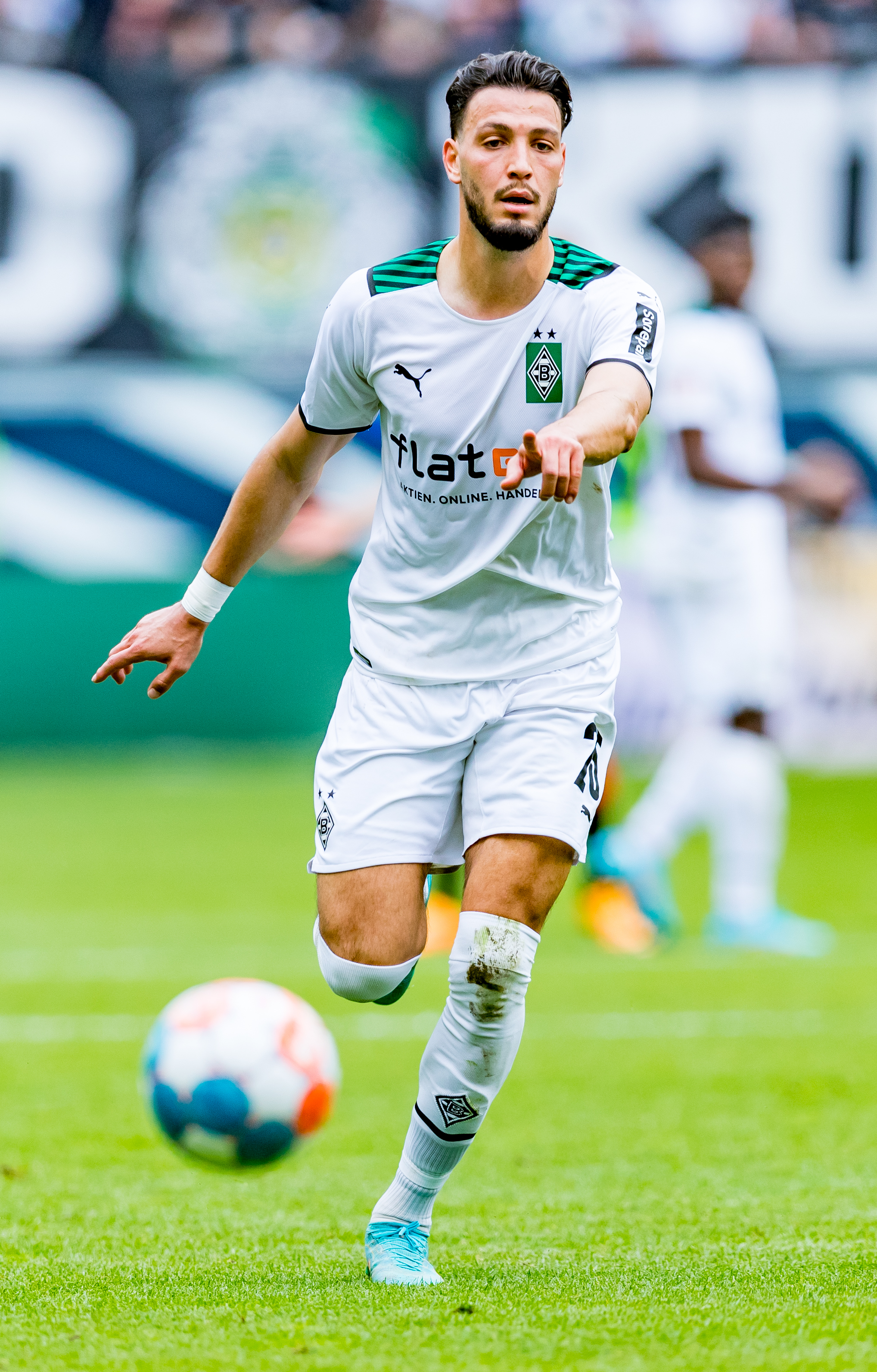
Ramy Bensebaïni ex joueur des catégories jeunes du CSC.

L'international algérien et l'ex champion d'Afrique, Ramy Bensebaini fait partie des joueurs qui sont passés par les catégories jeunes du club, ou il les rejoint en 2005 à l'âge de 10 ans.
| Palmarès des jeunes *                                                                                            |
| - Championnat d'Algérie Cadets (Gr: Est) (1) - Champion : 2018. - Coupe d'Algérie Cadets (1) - Vainqueur : 1993. |

* Ce palmarès n'est pas complet, il peut y avoir d'autres titres non mentionnés.

### Section féminine
Le CSC est le premier club professionnel algérien à répondre aux consignes de la FIFA et de la CAF en possédant une section féminine, en 2022, l'équipe des FC Constantine a été incluse dans le CSC, dirigée par l'ex entraîneur de l'équipe nationale féminine, Radia Fertoul, la section féminine du CSC se compose de quatre catégories : les seniors, U-20, U17 et les U15.
L'équipe seniors de cette section sera active dans le championnat d'Algérie féminin (Division 1), à partir de la saison 2022-2023.

### Autres sections
| Basket-ball | Volley-ball | Natation |
| Water polo  | Boxe        | Cyclisme |
| Hand-ball   |             |          |

Le CS Constantinois est un club omnisports qui a connu plusieurs sections sportives dans son histoire :
- Club Sportif Constantinois (basket-ball).
- Club sportif constantinois (hand-ball)
- Club Sportif Constantinois (volley-ball).
- Club Sportif Constantinois (natation).
- Club Sportif Constantinois (water-polo).
- Club Sportif Constantinois (boxe).
- Club Sportif Constantinois (cyclisme).